# Cité de Carcassonne
Vous lisez un « article de qualité » labellisé en 2007.
Pour les articles homonymes, voir Carcassonne (homonymie).
La Cité de Carcassonne est un ensemble architectural médiéval qui se trouve dans la ville française de Carcassonne dans le département de l'Aude, région d'Occitanie. Elle est située sur la rive droite de l'Aude, au sud-est de la ville actuelle. Cette cité médiévale fortifiée, dont les origines remontent à la période gallo-romaine, doit sa renommée à sa double enceinte, atteignant près de 3 km de longueur et comportant cinquante-deux tours, qui domine la vallée de l'Aude. La Cité comprend également un château (le château comtal) et une basilique (la basilique Saint-Nazaire).
Sauvée de la destruction par l'action et la ténacité de l'archéologue Jean-Pierre Cros-Mayrevieille, puis restaurée au XIXe siècle de manière parfois controversée sous la direction de Viollet-le-Duc puis de Boeswillwald, la Cité de Carcassonne est, depuis 1997, classée au patrimoine mondial de l'humanité par l'UNESCO. Le château comtal, les fortifications, et les tours appartiennent à l'État et sont gérés par le Centre des monuments nationaux, tandis que les lices et le reste de la Cité font partie du domaine municipal.

## Étymologie
Au cours de l’Antiquité, vers le VIe siècle av. J.-C., on trouve un oppidum appelé Carsac. Au IIe siècle av. J.-C., les romains fortifient le site, qui prend le nom de Carcaso. La cité est intégrée à la colonie romaine de la Narbonnaise. Dans le dernier quart du Ier siècle avant notre ère, elle est faite chef-lieu de la colonie Julia Carcaso. Après la chute de l'Empire romain, Carcaso, devenue Carcasona, est prise par les Wisigoths de 460 à 725, puis conquise par les Sarrasins, puis par Pépin Le Bref en 759.

## Localisation

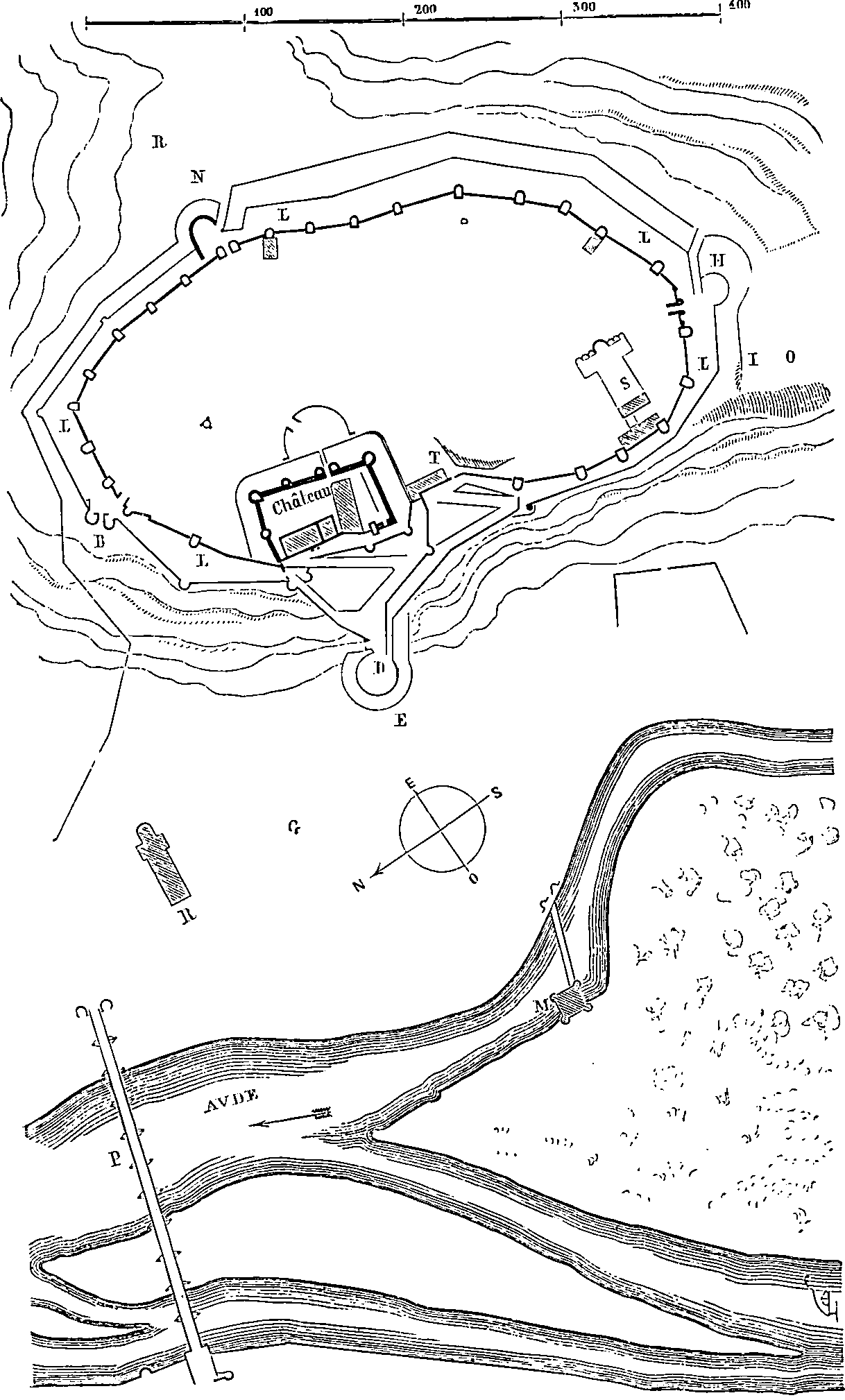
Croquis d'Eugène Viollet-le-Duc montrant l'emplacement de la Cité

### Situation
La Cité de Carcassonne est située sur la rive droite de l'Aude en surplomb de la ville de Carcassonne située à l'ouest. Elle se trouve entre la Montagne noire et les Pyrénées sur l'axe de communication allant de la mer Méditerranée à l'océan Atlantique. La présence des deux montagnes forme le couloir carcassonnais souvent cité lorsque les climatologues parlent du vent qui souffle dans ce couloir.
Cet emplacement est donc un lieu stratégique du sud de la France permettant de surveiller cet axe de communication majeur : au Nord vers la Montagne Noire, au Sud vers les Corbières, à l'Ouest vers la plaine du Lauragais et à l'Est la plaine viticole vers la Méditerranée.

### Site
La Cité est construite à l'extrémité d'un petit plateau constitué par le creusement de l'Aude à environ 150 mètres d'altitude au-dessus de la ville basse. La première enceinte construite par les Wisigoths suit les dépressions du terrain. Ce plateau se détache du massif des Corbières sur la commune de Palaja à 260 m d'altitude, passe dans la Cité à 148 m et finit sa course dans l'Aude à 100 m. Du côté Ouest, la pente est assez raide offrant un accès difficile à d'éventuels assaillants. À l'Est, la pente est plus douce et permet un accès aisé des marchandises, mais aussi des attaquants. Aussi, les plus importants mécanismes de défense se trouvent de ce côté de la Cité.

## Historique de la cité
La Cité a été successivement un site protohistorique, une cité gallo-romaine, une place forte wisigothe, un comté, puis une vicomté, puis finalement une sénéchaussée royale. Chacune de ces étapes, entre la période romaine et la fin du Moyen Âge, a laissé des témoignages dans les bâtiments qui la composent.

### La ville gallo-romaine
Des restes d'un oppidum fortifié, oppidum Carcaso proche de l'emplacement actuel de la Cité, ont été mis au jour par des fouilles archéologiques. Ce lieu est déjà un important carrefour commercial comme le prouvent les restes de céramiques campaniennes et d'amphores. Vers 300 av. J.-C., les Volques Tectosages prennent possession de la région et fortifient l'oppidum de Carcasso. Pline l'Ancien mentionne l'oppidum dans ses écrits sous le nom de Carcaso Volcarum Tectosage. Ils extrayaient déjà l'or de la mine de Salsigne pour constituer des offrandes à leurs dieux.
En 122 av. J.-C., les Romains annexent la région qui sera intégrée dans la colonie Narbonnaise créée en 118 av. J.-C. Les Romains sont déjà bien connus, car depuis deux cents ans leurs marchands parcourent la région. Sous la Pax Romana la petite cité gallo-romaine de Carcaso, devenue chef-lieu de la colonie Julia Carcaso, prospère sans doute grâce au commerce du vin et à son implantation sur les voies de communication : elle jouxte la voie romaine qui va de Narbonne à Toulouse tandis que les bateaux à fond plat circulent sur l'Atax au pied de l'oppidum. Ce dernier est agrandi par remblayage et les rues et ruelles forment un plan orthogonal, mais aucun lieu public ni monument de culte n'est actuellement connu. Au pied de l'oppidum, une agglomération s'étend le long de la voie romaine.
À partir du IIIe siècle, la ville se retranche derrière une première série de remparts. En 333 apr. J.-C., des textes d'un pèlerin mentionnent le castellum de Carcassonne. Ces remparts sont encore visibles dans certaines parties de l'enceinte et servent de soubassements aux actuelles murailles. Les tours de la Marquière, de Samson et du Moulin d'Avar sont les témoins en partie intacts de cette enceinte primitive. Cette muraille protège la Cité des attaques extérieures tout en permettant de contrôler les passages sur la voie romaine située en contrebas.

### La ville wisigothique
Au milieu du Ve siècle, les Wisigoths prennent possession du Languedoc, grâce probablement à la victoire d'Athaulf pendant sa marche sur Toulouse. Entre 413 et 435, la Cité est sans doute occupée alternativement par l'armée romaine et par celle des Wisigoths au gré des alliances et de leurs modifications. La Cité jouit peu à peu d'une relative paix politique jusqu'au règne d'Alaric II, comme l'atteste le nombre important de pièces de monnaie des monarques wisigoths de cette époque. En 507, les Francs chassent les Wisigoths d'Aquitaine, mais ces derniers conservent la Septimanie dont fait partie la Cité de Carcassonne. En 508, Clovis lance en vain une attaque contre la Cité. En 585, une nouvelle attaque de Gontran, roi franc de Burgondie est couronnée de succès. Mais, les Wisigoths reprennent la cité peu après et en restent maîtres jusqu'en 725. Au cours du VIe siècle, Carcassonne devint, avec Agde et Maguelonne, le siège d'un évêché. Une cathédrale wisigothique, dont l'emplacement n'est pas connu, est alors construite.

### La ville omeyyade
En 725, lors de l'invasion arabo-musulmane de la Septimanie, le wali Ambiza s'empare de Carcassonne,. La Cité reste entre les mains des musulmans jusqu'en 759, date à laquelle elle est prise par les Francs conduits par Pépin le Bref. C'est cet épisode qui inspire la légende de Dame Carcas apparaissant au XVIe siècle.

### L’époque féodale
Le début de la féodalité s'accompagne de l'expansion de la ville et de ses fortifications. Elle est aussi marquée par la construction de la cathédrale à partir de 1096 puis par celle du château comtal au XIIe siècle. Ce château est constitué à l'origine de deux corps de logis auxquels est ajoutée en 1150 une chapelle qui donne un plan en U autour de la cour centrale. Vers 1240 le château est rehaussé d'un second étage.
C'est aussi la période des comtes de Carcassonne. Le premier comte désigné par les Carolingiens est Bellon auquel succède Oliba II. La charge des comtes est d'administrer la région pour le compte du royaume carolingien. Au IXe siècle, la locution latine Cité de Carcassonne revient régulièrement dans les textes et chartes officiels. En 1082, la famille Trencavel prend possession de la ville, en profitant des embarras de la Maison de Barcelone propriétaire légitime, et l'annexe à un vaste ensemble allant de Carcassonne à Nîmes.
Bernard Aton IV Trencavel, vicomte d'Albi, de Nîmes et de Béziers, fait prospérer la ville et lance de nombreuses constructions. C'est également durant cette période qu'une nouvelle religion, le catharisme, s'implante avec succès dans le Languedoc. Le vicomte de Trencavel autorise en 1096 la construction de la basilique Saint-Nazaire dont les matériaux sont bénis par le pape Urbain II. En 1107, les Carcassonnais rejettent la suzeraineté de Bernard Aton, qui avait promis de rendre la Cité à son possesseur d'origine Raimond-Bérenger III de Barcelone et font appel au comte de Barcelone pour le chasser. Mais, avec l'aide de Bertrand de Tripoli, comte de Toulouse, Bernard Aton reprend le contrôle de la Cité. En 1120, les Carcassonnais se révoltent de nouveau, mais Bernard Aton rétablit l'ordre quelques années plus tard. En 1130, il ordonne le début de la construction du château comtal désigné sous le terme de palatium et la réparation des remparts gallo-romains. Dès lors, la Cité de Carcassonne est entourée de sa première fortification complète.

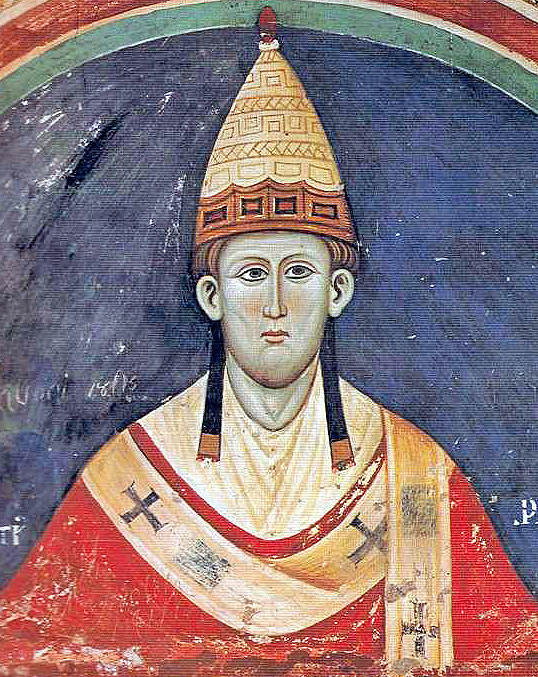
Le pape Innocent III, instigateur de la croisade des Albigeois en 1208

À cette époque la Cité est riche et sa population est comprise entre 3 000 à 4 000 personnes en incluant les habitants des deux bourgs qui se sont édifiés sous ses murailles : le bourg Saint-Vincent situé au Nord et le bourg Saint-Michel situé au sud de la porte Narbonnaise. La ville se dote en 1192 d'un consulat, composé de notables et de bourgeois dont les noms nous sont parvenus à partir de 1294 par la liste des consuls qui a été tenue sur plusieurs siècles. Ils sont chargés d'administrer la ville qui en 1229 s'est en outre dotée d'une charte coutumière.
En 1208, le pape Innocent III, confronté à la montée du catharisme, appelle les barons du nord à se lancer dans la croisade des Albigeois. Le comte de Toulouse, accusé d'hérésie, et son principal vassal le vicomte de Trencavel sont la cible de l'attaque. Le 1er août 1209, la Cité est assiégée par les croisés. Raimond-Roger Trencavel se rend très rapidement, le 15 août, en échange de la vie sauve de ses habitants. Les bourgs autour de la Cité sont détruits. Le vicomte meurt de dysenterie dans la prison même de son château le 10 novembre 1209. D'autres sources parlent d'un assassinat orchestré par Simon de Montfort, mais rien n'est sûr. Dès lors, la Cité sert de quartier général aux troupes de la croisade.
Les terres sont données à Simon de Montfort, chef de l'armée des croisés. Ce dernier meurt en 1218 au cours du siège de Toulouse et son fils, Amaury VI de Montfort, prend possession de la Cité, mais se révèle incapable de la gérer. Il cède ses droits à Louis VIII de France, mais Raymond VII de Toulouse et les comtes de Foix se liguent contre lui. En 1224, Raimond II Trencavel reprend possession de la Cité après la fuite d'Amaury. Une deuxième croisade est lancée par Louis VIII en 1226 et Raimond Trencavel doit fuir. La Cité de Carcassonne fait désormais partie du domaine du roi de France et devient le siège d'une sénéchaussée. Une période de terreur s'installe à l'intérieur de la ville. La chasse aux cathares entraîne la multiplication des bûchers et des dénonciations sauvages, avec l'installation de l'Inquisition dont on peut toujours voir la maison dans l'enceinte de la Cité.

### L'époque royale

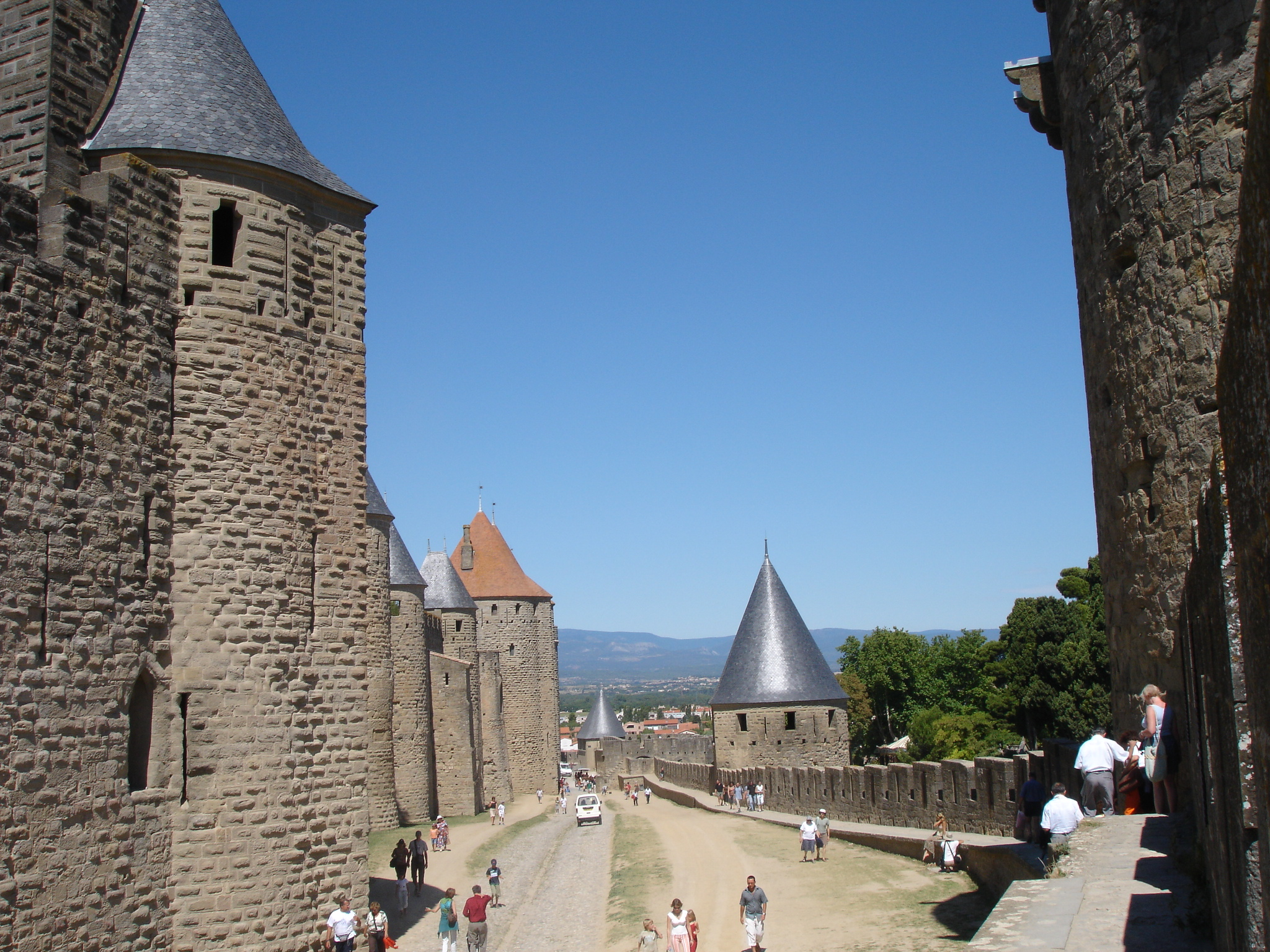
Les visiteurs dans les lices construites à l'époque royale

Louis IX ordonne la construction de la deuxième enceinte pour que la place puisse soutenir de longs sièges. En effet, à cette époque, les menaces sont nombreuses dans la région : Raimond Trencavel, réfugié en Aragon, cherche toujours à reprendre ses terres qu'il revendique et le roi d'Aragon, Jacques Ier le Conquérant, fait peser une lourde menace sur cette région toute proche des frontières de son royaume. De plus, ces constructions permettent de marquer les esprits de la population de la Cité et de gagner leur confiance. La Cité fait partie du système de défense de la frontière entre la France et l'Aragon. Les premières constructions concernent le château comtal adossé à la muraille ouest. Celui-ci est entouré de murailles et de tours à l'intérieur même de la Cité pour assurer la protection des représentants du roi. Ensuite, une deuxième ligne de fortifications est commencée sur environ un kilomètre et demi avec quatorze tours. Cette enceinte est flanquée d'une barbacane qui contrôle les abords de l'Aude.
En 1240, Raimond Trencavel tente de récupérer la Cité, avec l'aide de quelques seigneurs. Le siège est mené par Olivier de Termes, spécialiste de la guerre de siège. Ils occupent les bourgs situés sur les rives de l'Aude et obtiennent l'aide de ses habitants qui creusent des tunnels depuis leurs maisons pour saper la base des enceintes. La double enceinte joue son rôle défensif, car Raimond Trencavel est ralenti. La garnison menée par le sénéchal Guillaume des Ormes résiste efficacement. Raimond Trencavel est bientôt obligé de lever le siège et de prendre la fuite face à l'arrivée des renforts du roi Louis IX. En 1247, il renonce devant le roi Louis IX à ses droits sur la Cité. La Cité de Carcassonne est définitivement rattachée au royaume de France et est désormais gouvernée par des sénéchaux.
À compter de cette date, la place forte n'est plus attaquée y compris durant la guerre de Cent Ans. Les aménagements et agrandissements qui vont suivre peuvent être regroupés en trois phases. Les premiers travaux sont commencés immédiatement après la dernière attaque de la Cité. Ils permettent de réparer les enceintes, aplanir les lices, ajouter des étages au château et construire la tour de la Justice. La deuxième phase de construction a lieu sous le règne de Philippe III, dit le Hardi : elle comprend la construction de la porte Narbonnaise, de la tour du Trésau, de la porte Saint-Nazaire et de toute la partie de l'enceinte environnante, ainsi que la réparation de certaines tours gallo-romaines et de la barbacane du château comtal. Les bourgs de Saint-Vincent et de Saint-Michel jouxtant l'enceinte sont rasés pour éviter les conséquences d'une collusion entre leurs habitants et les assaillants comme cela s'était produit durant le dernier siège. Enfin, une troisième et dernière phase de travaux se déroule sous le règne de Philippe le Bel et consiste à moderniser la place forte. De nombreuses parties de l'enceinte sont alors reconstruites en utilisant des techniques de défense plus récentes, comme des fossés, des douves et des tours conçues pour pouvoir répliquer à l'ennemi. Les antiques murailles situées à l'ouest sont également rénovées.

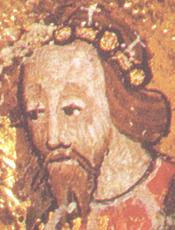
Édouard de Woodstock
Le Prince Noir préfère s'attaquer à la ville basse plutôt qu'à la Cité en 1355.

En 1258, le traité de Corbeil fixe la frontière entre la France et l'Aragon près de Carcassonne, dans les Corbières. Louis IX renonce à sa suzeraineté sur la Catalogne et le Roussillon et en contrepartie le roi d'Aragon abandonne ses visées sur les terres du Languedoc. Désormais la Cité joue un rôle majeur dans le dispositif de défense de la frontière. Elle constitue une deuxième ligne de défense dissuasive en arrière des postes avancés que sont les châteaux de Peyrepertuse, Aguilar, de Quéribus, de Puilaurens et de Termes désignés comme les « cinq fils de Carcassonne ». Au XIIIe siècle, la Cité de Carcassonne est l'une des places fortes les mieux pourvues de France et sert de réserve d'armes pour les alliés. La Cité n'est jamais attaquée ni inquiétée aussi les troupes qui y sont stationnées sont peu à peu réduites. À la fin du XIVe siècle, la Cité n'est plus capable de résister aux nouvelles armes à poudre. Néanmoins, sa situation frontalière reste un atout stratégique et une garnison est maintenue. En 1418, les hommes en garnison dans la Cité ont en général un second métier. À cette époque, de l'autre côté de l'Aude, une nouvelle ville dite ville basse se construit sous forme de bastide.
Peu de faits de guerre ou de conflits majeurs marquent la période royale. En 1272, le comte de Foix, rebelle, est enfermé par Philippe III de France dans la Cité de Carcassonne. En 1283, un traité d'alliance est signé entre le roi de France et le roi de Majorque Jacques II contre Pierre III d'Aragon. Le pape Clément V passe par Carcassonne en 1305 et 1309. En 1355, le Prince Noir n'ose pas s'attaquer à la Cité trop puissamment défendue et se contente de détruire et piller la ville basse. La Cité devient prison d'État au XVe siècle dans laquelle sont enfermés les ennemis du roi comme Jean IV d'Armagnac. La peste décime les habitants de Carcassonne et de la Cité en 1557. En 1585, la Cité est attaquée par les huguenots mais ils sont repoussés par les « mortes-payes »
Entre 1560 et 1630, durant les Guerres de religion, la Cité reste un dispositif militaire important pour les catholiques. Elle subit des attaques de la part des protestants. En 1575, le fils du sire de Villa tente d'attaquer la forteresse. En 1585, les hommes de Montmorency font de même, mais là aussi c'est l'échec.
La mort de Henry III déclenche des affrontements entre les habitants de la ville basse fidèle à Henry IV, son successeur légitime, et au duc de Montmorency, et la Cité qui refuse de reconnaître le nouveau roi et prend le parti de la Ligue. Au cours des violents combats qui s'étalent sur près de 2 ans, les faubourgs de la Cité situés aux abords de la porte de l'Aude sont détruits. Cette dernière est murée et le quartier de la Trivalle est incendié. En 1592, les habitants de la Cité se rallient au roi.

### L'abandon de la Cité

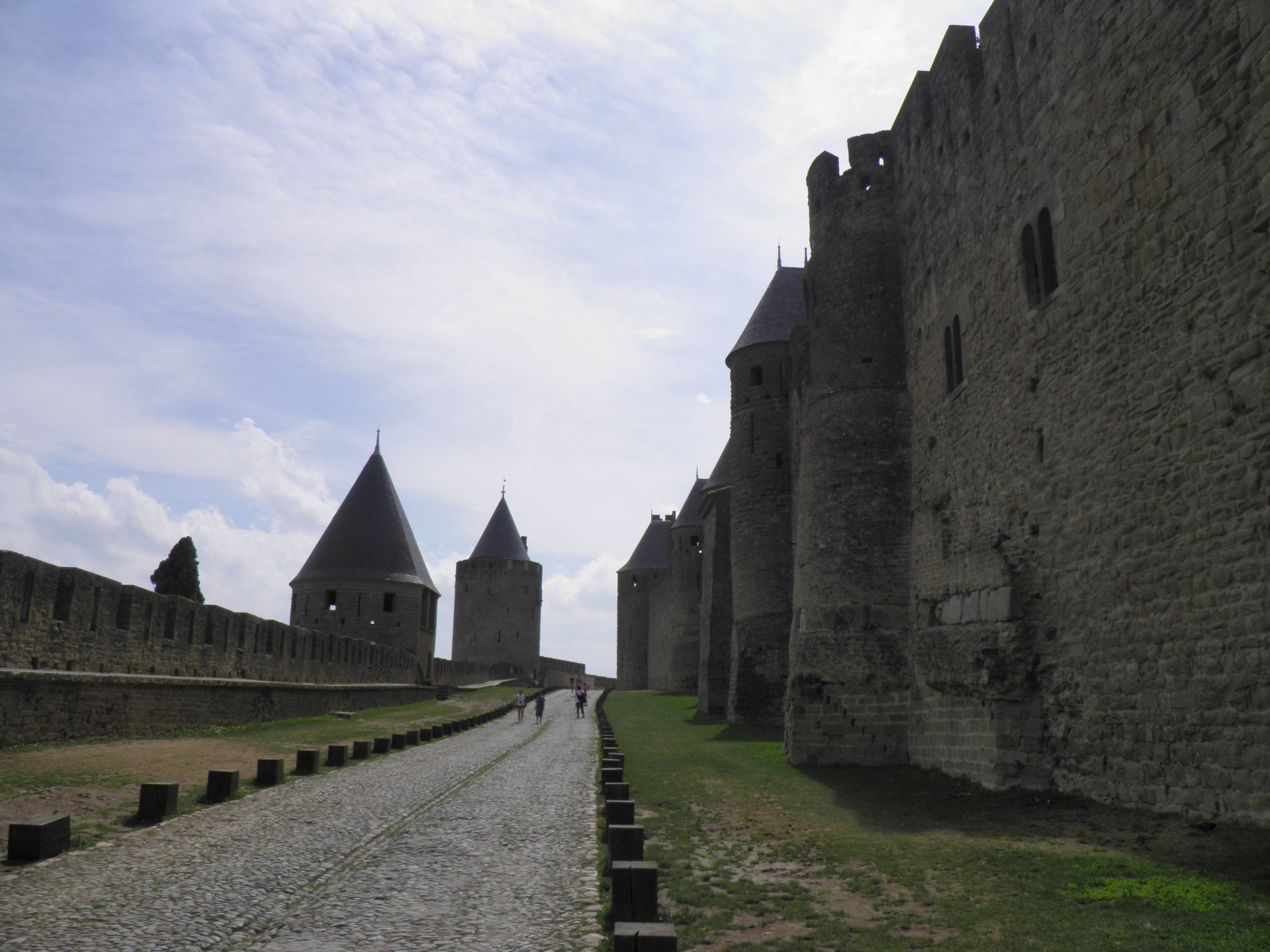
Certains aménagements d'origine des maisons du XIXe siècle adossées aux remparts (trous de boulins portant les poutres des planchers, traces des marches d'escalier desservant les étages) sont encore visibles.

Le XVIIe siècle marque le début de l'abandon de la Cité. En 1657, le présidial, la juridiction en place à Carcassonne, est transféré de la Cité à la ville basse. En 1659, la Cité de Carcassonne perd sa position stratégique à la suite de la signature du Traité des Pyrénées qui rattache le Roussillon à la France et fixe la frontière entre la France et l'Espagne à son emplacement actuel. La Cité est progressivement abandonnée par ses habitants les plus aisés et devient un quartier pauvre occupé par les tisserands. Les lices sont progressivement occupées par une centaine de maisons d'ouvriers, essentiellement des taudis. Des caves et des greniers sont installés dans les tours. La Cité se dégrade rapidement.
La ville basse prospère grâce à l'industrie drapière. Le principal centre religieux de la ville, la cathédrale Saint-Nazaire, demeure néanmoins dans la Cité jusqu'à la Révolution. En 1790, le chapitre est aboli et le palais épiscopal et le cloître sont vendus puis détruits en 1795. Le siège épiscopal est même transféré en 1801 de la cathédrale Saint-Nazaire à l'église Saint-Michel dans la ville basse. En 1794, les archives de la tour du Trésau sont détruites par un incendie.
Sous l'Ancien Régime puis sous la Révolution, la Cité est réduite sur le plan militaire au rôle d'arsenal, entrepôt d'armes et de vivres puis, entre 1804 et 1820, est rayée de la liste des places de guerre et abandonnée ; elle est reclassée en seconde catégorie. La ville haute perd son autonomie municipale et devient un quartier de Carcassonne. Le château comtal est transformé en prison. L'armée est alors prête à céder la Cité aux démolisseurs et récupérateurs de pierres.
La Cité connaît un déclin social avec l'augmentation de la pauvreté, mais aussi un déclin démographique. Entre 1819 et 1846, le nombre d'habitants de la ville haute décline tandis que dans la ville basse, la démographie augmente.
La diminution de la population se poursuit pendant la seconde moitié du XIXe siècle. Entre 1846 et 1911, la Cité perd 45 % de sa population, passant de 1 351 à 761 habitants.

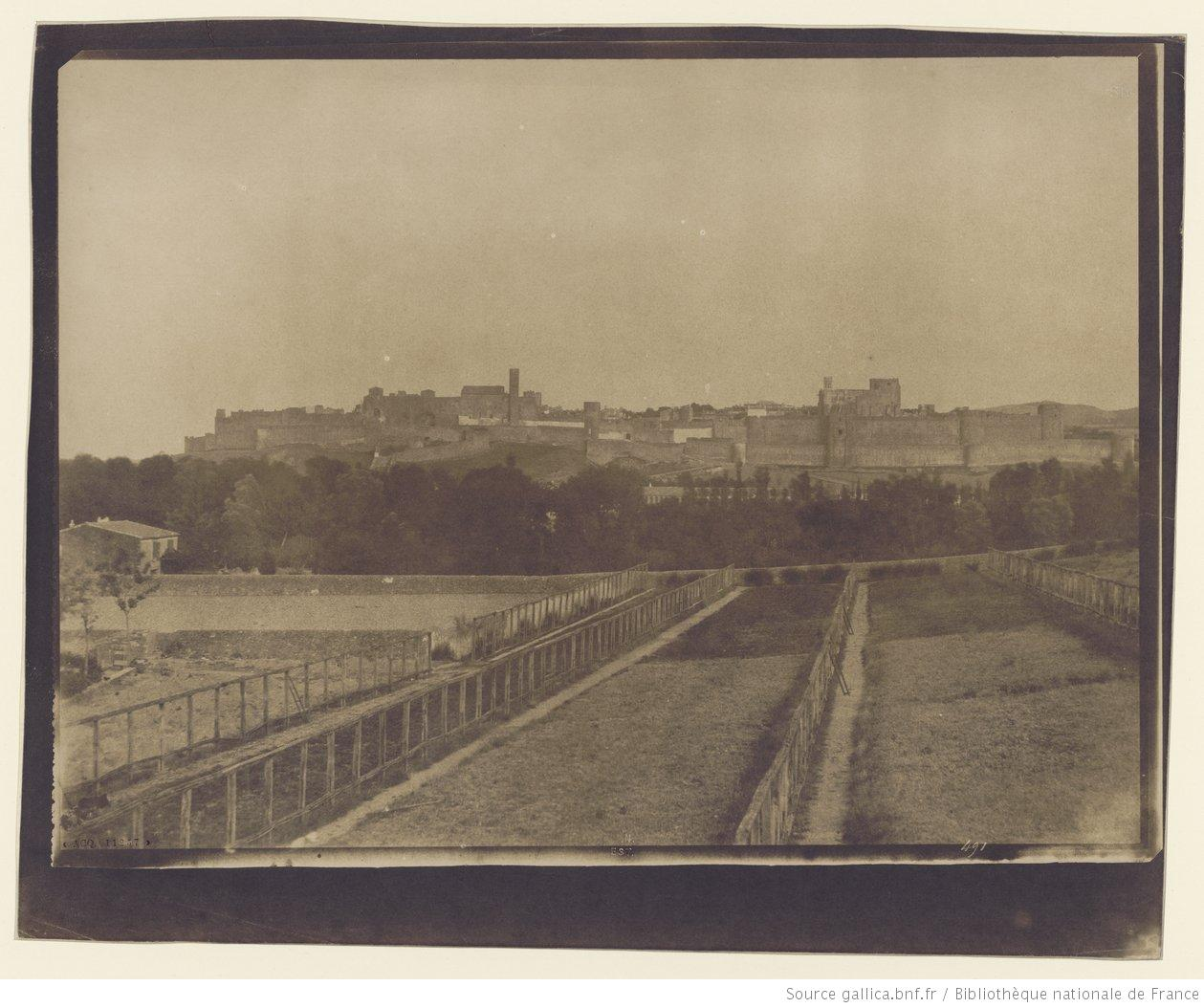
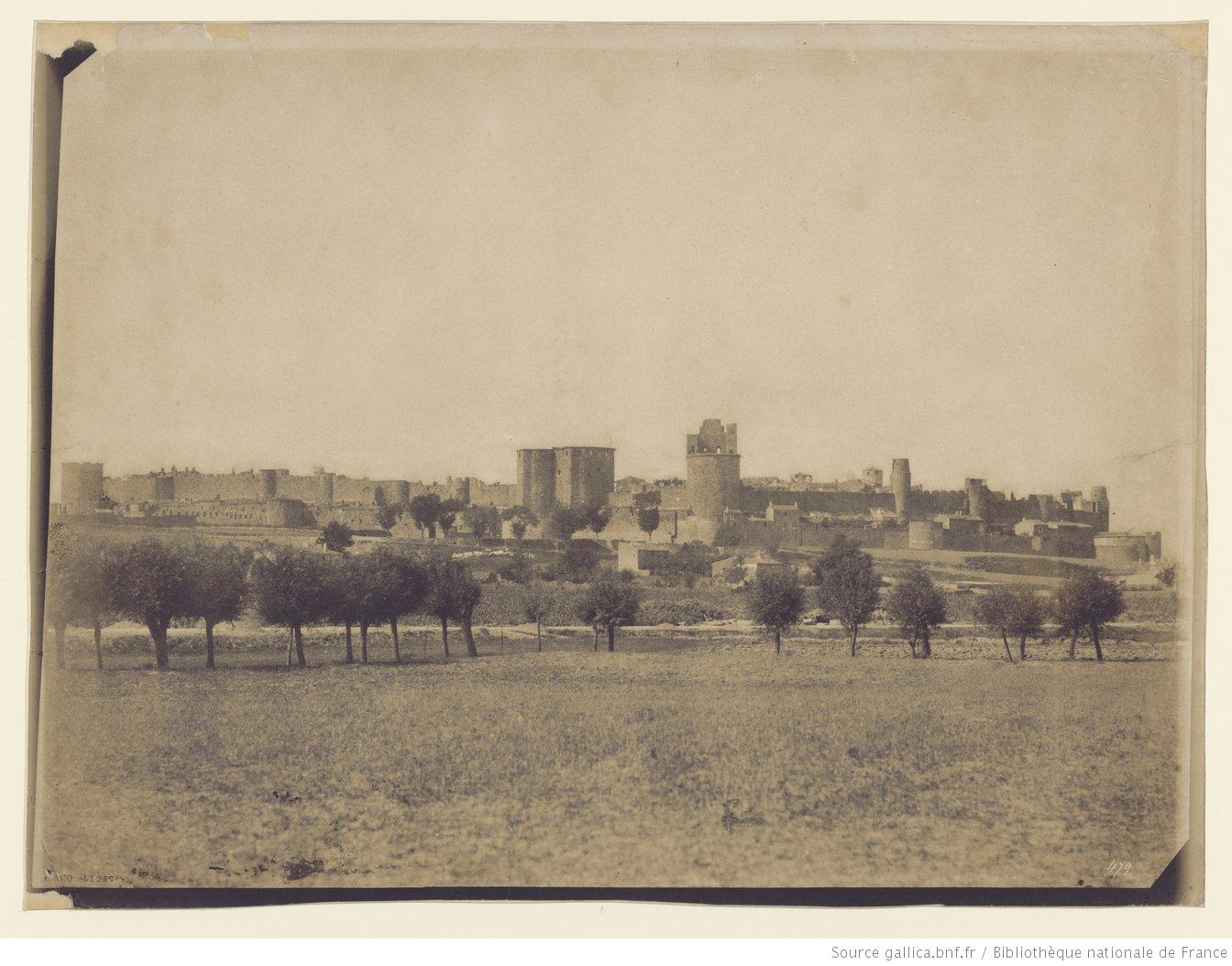
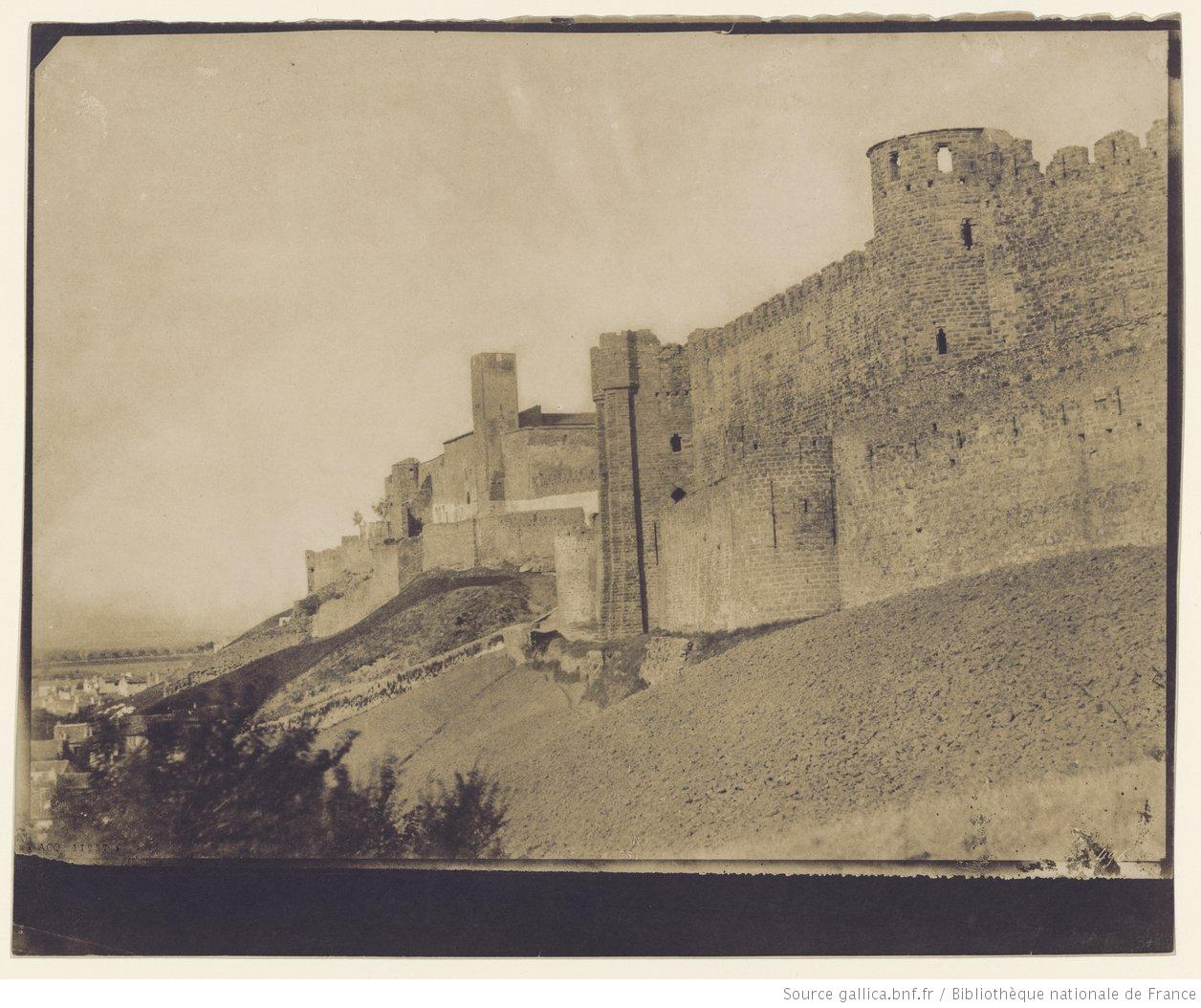
Photographies de la Cité au milieu du XIXe siècle avant l'intervention de Viollet-le-Duc.
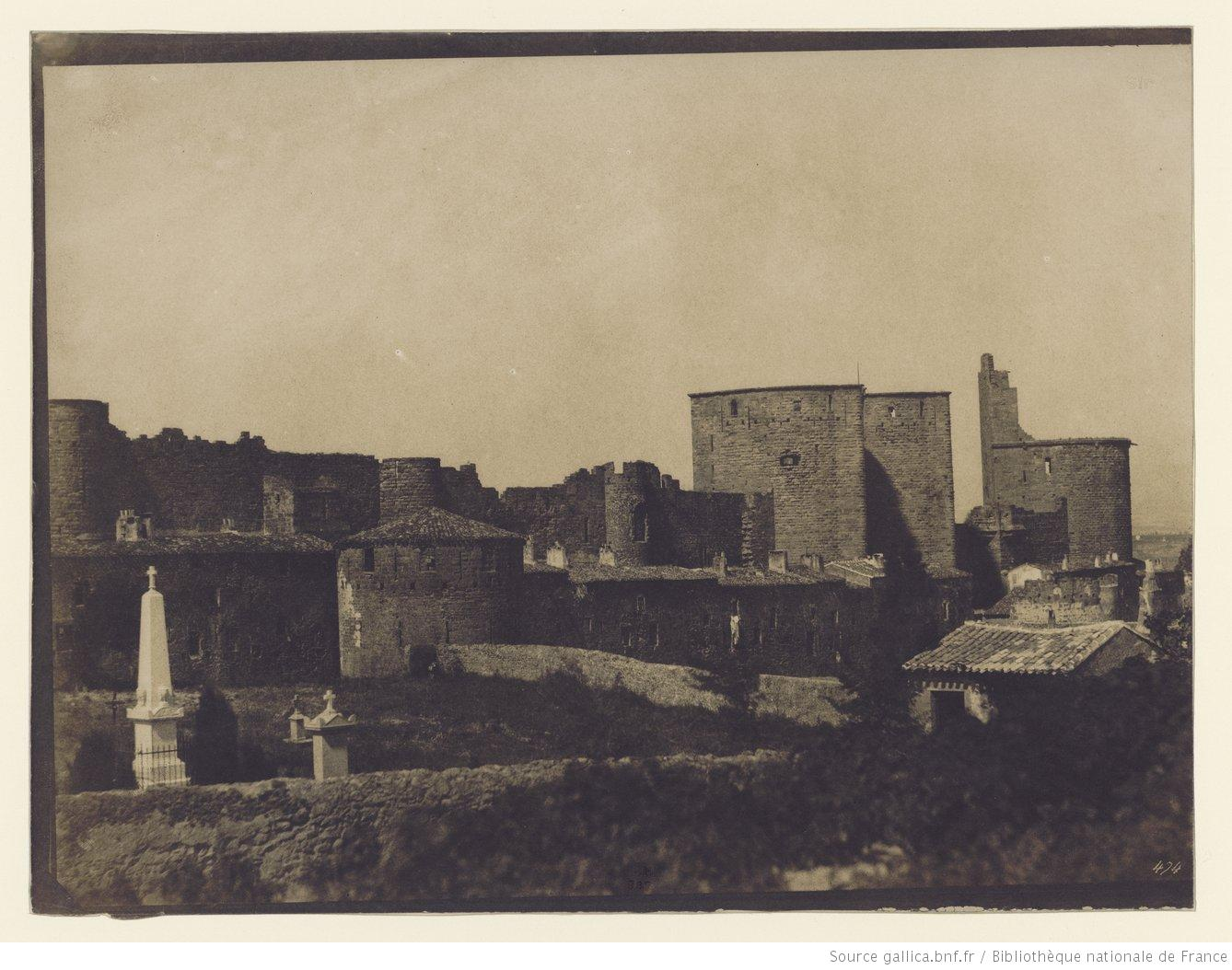
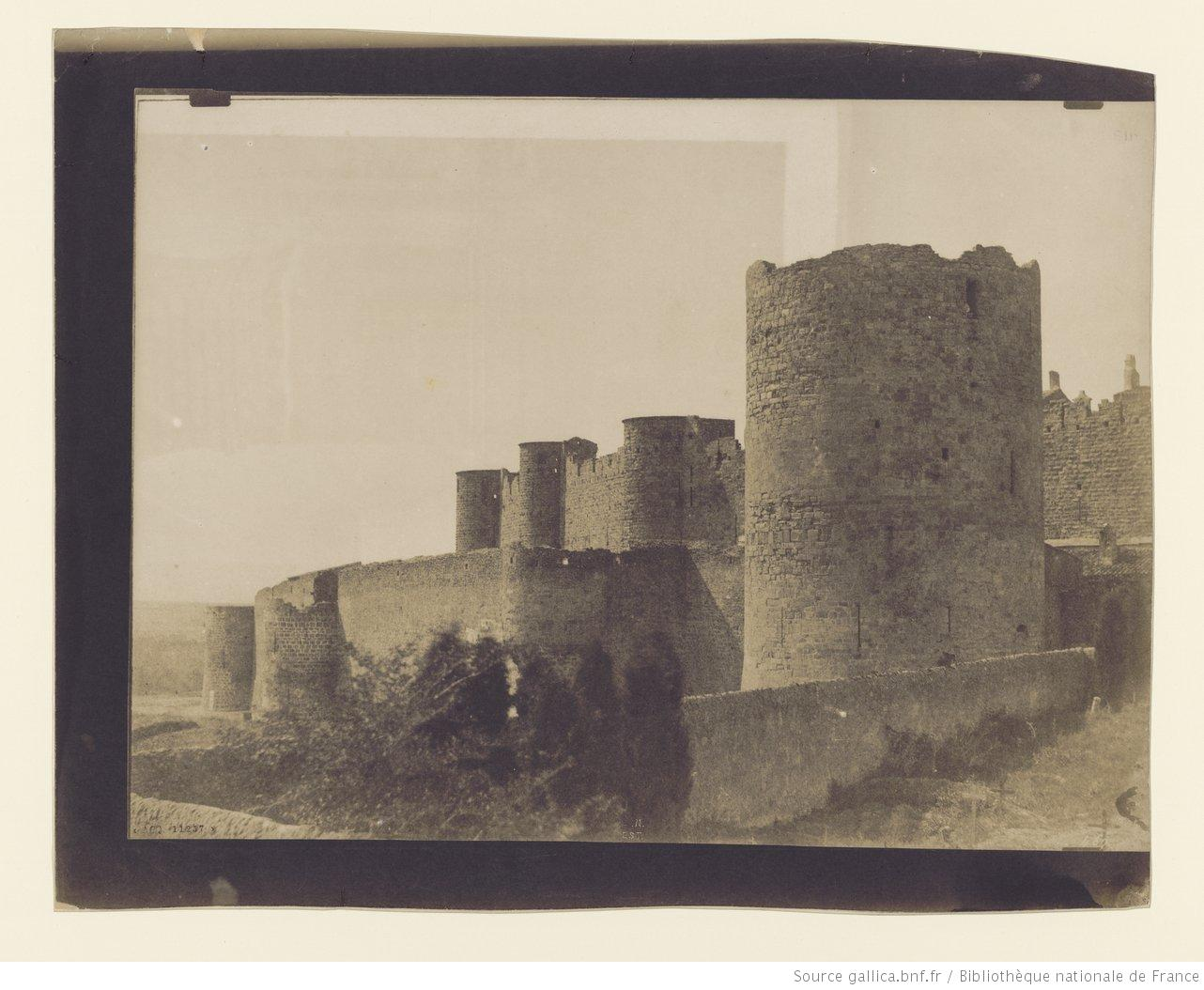

### La restauration de la Cité

#### Le sauvetage de la Cité

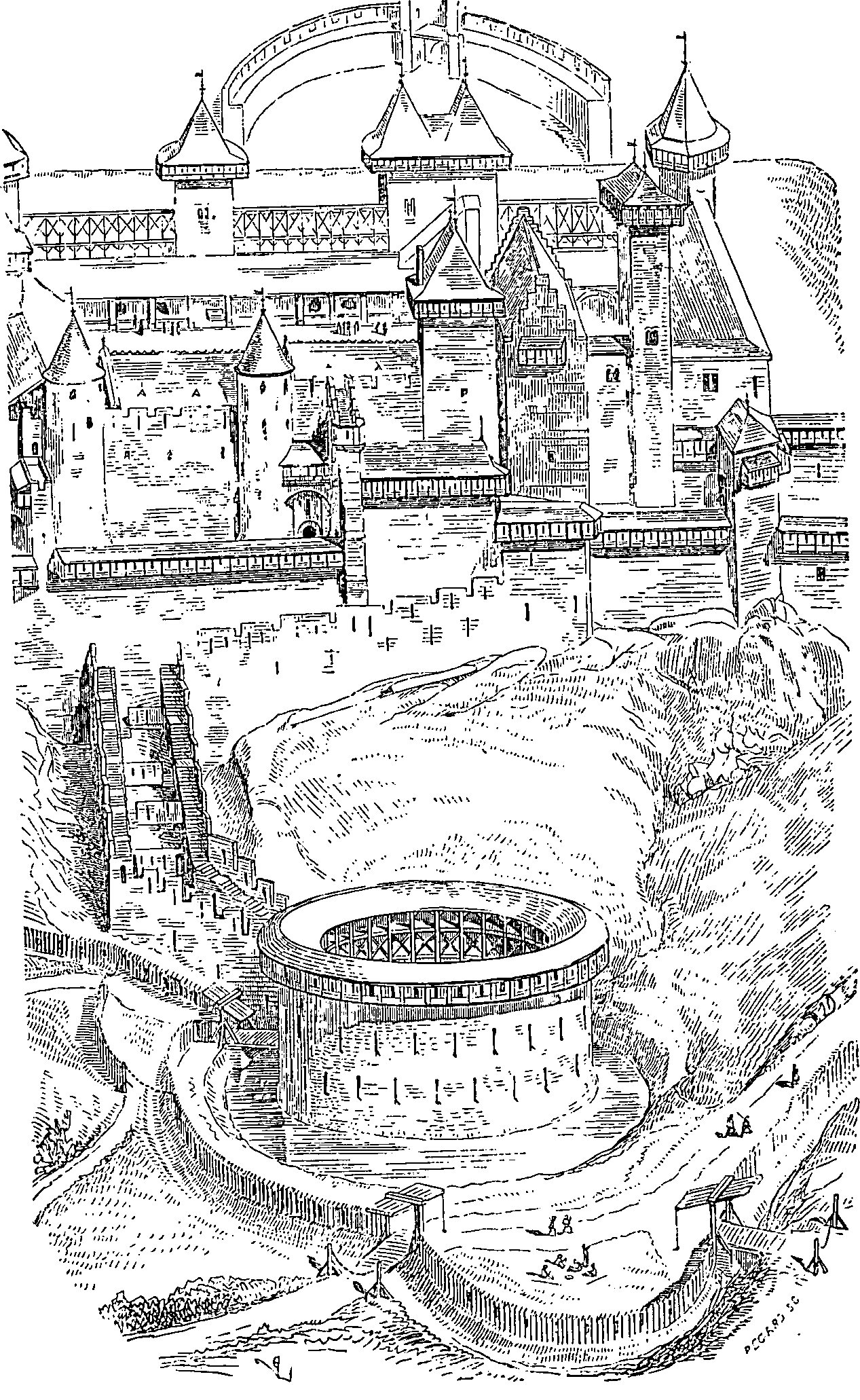
Croquis de la Cité de Carcassonne par Eugène Viollet-le-Duc

Pour les habitants de Carcassonne, la Cité médiévale, située sur une butte difficile d’accès avec ses ruelles étroites et ses lices et remparts vétustes constitue désormais un quartier peu attrayant auquel s'oppose la ville nouvelle formée par la bastide Saint-Louis ou ville basse. Les murailles servent de carrière à des entrepreneurs. La désaffection des habitants pour la Cité entraîne sa détérioration. Les tours se délabrent et la plupart sont converties en garages, hangars et autres bâtiments de stockage. Les lices sont progressivement envahies par des constructions (au XIXe siècle, les autorités y recensent 112 maisons). La destruction de la Cité médiévale est alors programmée.
La Cité est sauvée de la destruction totale par Jean-Pierre Cros-Mayrevieille, notable et historien, habitant au pied de la Cité. Dès 1835, il s'émeut de la destruction de la barbacane dont les pierres étaient pillées par les entrepreneurs locaux. C'est à lui que l'on doit les premières véritables fouilles dans la cathédrale de la Cité et la découverte de la chapelle de l'évêque Radulphe. L'écrivain Prosper Mérimée, inspecteur général des monuments historiques, a le coup de foudre pour ce monument en perdition. L'architecte Eugène Viollet-le-Duc, qui avait commencé la restauration de l'église Saint-Nazaire, est chargé d'étudier la restauration de la Cité. En 1840, la basilique Saint-Nazaire à l'intérieur de la Cité passe sous la protection des monuments historiques. Cette protection est étendue à l'ensemble des remparts en 1862.
En 1853, Napoléon III approuve le projet de restauration. Le financement est soutenu par l'État à 90 % et à 10 % par la ville et le conseil général de l'Aude. En 1855, les travaux commencent par la partie ouest-sud-ouest de l'enceinte intérieure, mais restent modestes. En 1857, ils se poursuivent sur les tours de la porte Narbonnaise et l'entrée principale de la Cité. Les fortifications sont çà et là consolidées, mais le gros du travail se concentre alors sur la restauration des toitures des tours des créneaux et des hourds du château comtal. L'expropriation et la destruction des bâtiments construits le long des remparts sont ordonnées. En 1864, Viollet-le-Duc obtient encore des crédits pour restaurer la porte de Saint-Nazaire et l'enceinte extérieure du front sud. En 1874, la tour du Trésau est restaurée.

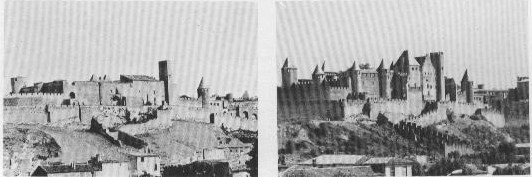
Comparaison entre les deux états de la Cité avant et après les travaux de Viollet-le-Duc.

Eugène Viollet-le-Duc laissera de nombreux croquis et dessins de la Cité et de ses modifications. À sa mort en 1879, son élève Paul Boeswillwald reprend le flambeau puis l'architecte Henri Nodet. En 1889, la restauration de l'enceinte intérieure est terminée. Les travaux de restauration du château comtal débutent la même année et, en 1902, les travaux d'envergure sont achevés et les alentours de la Cité sont aménagés et dégagés. En 1911, les dernières maisons présentes dans les lices sont détruites et les travaux de restauration sont considérés comme terminés en 1913.
Seul 30 % de la Cité est restauré. Durant les travaux de restauration, le chanoine Léopold Verguet réalise de nombreux clichés, ainsi que des travaux de réhabilitation. Ces photos fournissent des témoignages sur le chantier et la vie autour de la Cité à cette époque. Un autre photographe, Michel Jordy, historien et archéologue, apporte également sa contribution à la sauvegarde de la Cité par ses recherches et ses photographies. Il est également le fondateur de l'hôtel de la Cité.

#### Une restauration controversée

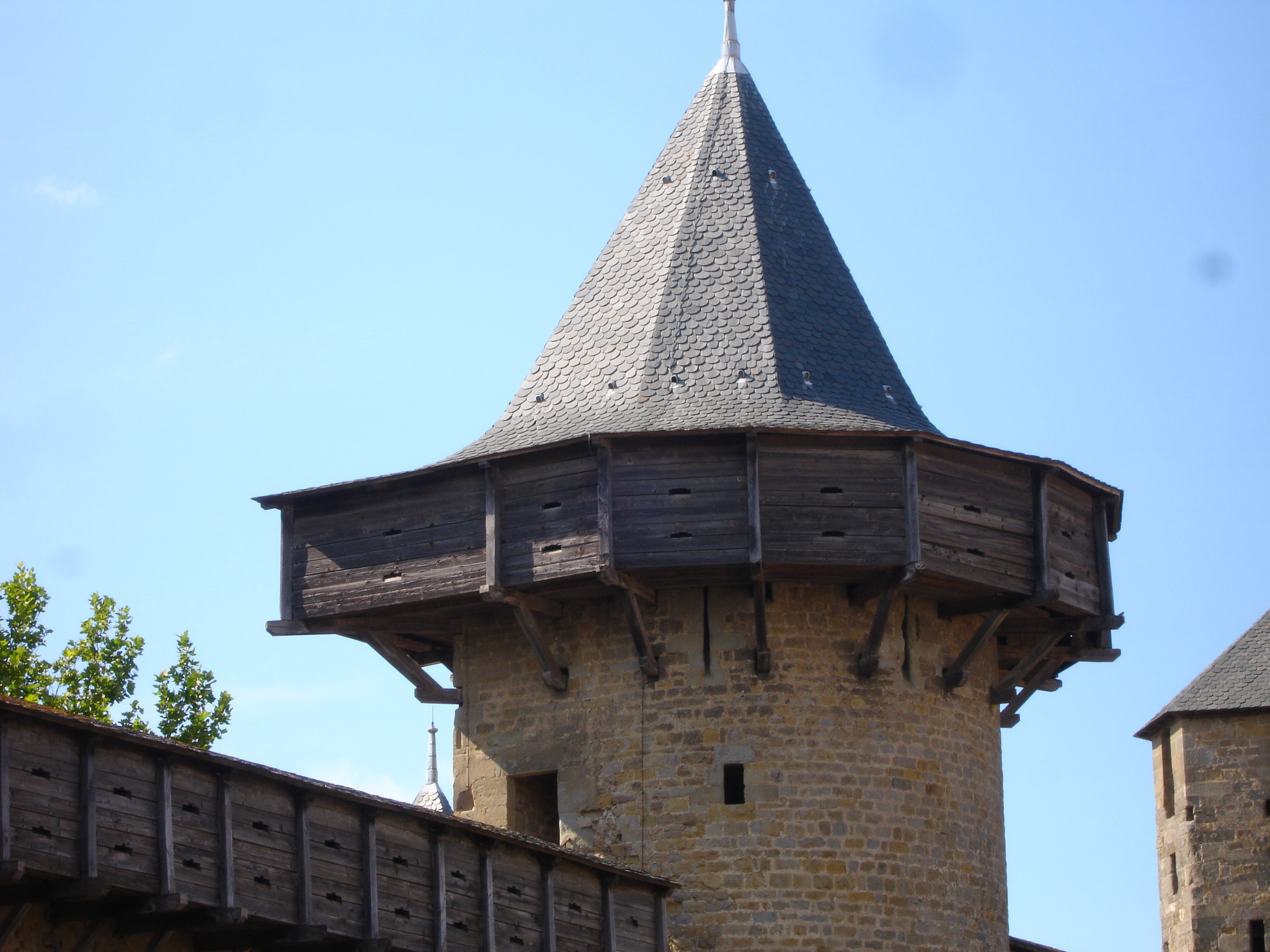
Les hourds restitués par l'architecte Viollet-le-Duc.

Dès 1850, les restaurations d'Eugène Viollet-le-Duc sont fortement critiquées. Ses détracteurs, comme Hippolyte Taine, dénoncent la différence entre les parties neuves et les parties en ruine considérant que ces dernières ont plus de charme. D'autres, comme Achille Rouquet ou François de Neufchâteau, regrettent le caractère trop gothique et le style « Viollet-le-Duc » des modifications. Aujourd'hui, les historiens soulignent surtout les erreurs du restaurateur. Joseph Poux regrette la mauvaise reconstitution des portes et des fenêtres des tours wisigothes et la bretèche de la porte de l'Aude.
Mais ce sont surtout les choix effectués pour la restauration des toitures qui furent fortement critiqués. Viollet-le-Duc, fort de ses expériences de restauration sur les châteaux du nord de la France, choisit de coiffer les tours d'une toiture conique couverte d'ardoises, contrastant avec les toitures plates couvertes de tuiles romanes des châteaux de la région. Ce choix avait pour lui une logique historique, car Simon de Monfort et les autres chevaliers qui participèrent à la croisade des Albigeois venaient tous du Nord. Il n'est pas impossible que ces « nordistes » aient ramené avec eux leurs propres architectes et techniques. De plus, Viollet-le-Duc retrouva de nombreux fragments d'ardoise lors de ses restaurations de la Cité. C'est pour cela qu'aujourd'hui, on peut observer différents types de toiture dans la Cité de Carcassonne.
Le pont-levis, rajouté à l'entrée de la porte Narbonnaise, est également cité comme un exemple de reconstitution erronée. Par ailleurs, certaines restaurations sont parfois considérées comme trop parfaites et réduisant l'impression d'authenticité. Cependant, malgré ses erreurs, on considère aujourd'hui qu'Eugène Viollet-le-Duc a effectué un travail d'architecture remarquable qui a permis de restituer aux visiteurs une image cohérente sinon fidèle de la Cité de Carcassonne. Ainsi les campagnes de restauration menées aujourd'hui conservent les modifications apportées au modèle originel par l'architecte, car elles font désormais partie de l'histoire du monument.

### XXeetXXIesiècles

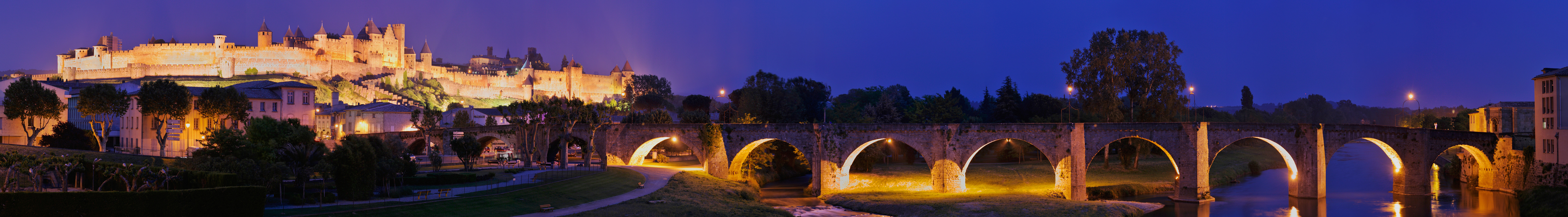
Panorama de la ville fortifiée de Carcassonne et du Pont-Vieux traversant l'Aude.

En 1903, la Cité passe de la tutelle du ministère de la guerre au ministère des beaux-arts et en 1918, l'armée quitte définitivement la Cité de Carcassonne. Le 1er septembre 1909 ouvre l'hôtel de la Cité dont la construction à l'intérieur même de la Cité entre le château comtal et la cathédrale de Saint-Nazaire. Cette construction néo-gothique provoque à l'époque de nombreuses protestations. En 1926, les monuments historiques étendent leur protection en classant les terrains situés près des restes de la barbacane de l'Aude, les accès et la porte de l'Aude, ainsi qu'en inscrivant le Grand Puits au titre des monuments historiques. En 1942, le classement s'étend encore avec l'ajout, en trois fois, de terrains autour de la Cité. Cette extension permet de protéger les abords directs de l'enceinte en empêchant d'éventuelles constructions.
En 1928 se sont déroulées du 15 au 29 juillet la « Commémoration du Bi-Millénaire de la Cité ». Le président de la République, Gaston Doumergue, honora de sa présence, en compagnie de nombreux ministres, dont Albert Sarraut, Édouard Herriot et Henri Queille, cet évènement
En 1944, la Cité de Carcassonne est occupée par les troupes allemandes qui utilisent le château comtal comme réserve de munitions et d'explosifs. Les habitants sont expulsés de la Cité. Joë Bousquet, commandeur de la Légion d'honneur, s'indigne de cette occupation et demande par lettre au préfet la libération de la Cité considérée par tous les pays comme une œuvre d'art qu'il faut respecter et laisser libre.
En 1961, un musée est installé dans le château comtal. Puis en 1997, la Cité est classée au patrimoine mondial par l'UNESCO. Aujourd'hui, la Cité est devenue un site touristique important qui reçoit plus de 2 millions de visiteurs[Passage contradictoire] chaque année. Ces classements permettent à l'État de recevoir des subventions pour l'entretien du site. En contrepartie, il doit respecter l'architecture des lieux lors de constructions ou de rénovations et doit ouvrir la Cité aux visiteurs. Les monuments historiques gèrent les visites et la gestion du château comtal. Ils ont récemment rénové le parcours de visites en 2006 et 2007 en ajoutant une salle de projection et une nouvelle signalétique. En 2014 débute des travaux de mise en sécurité des remparts du circuit Ouest suivi par un architecte en chef des monuments afin d'offrir ce parcours au visiteur. Les travaux seront réalisés par des compagnons tailleur de pierre spécialisés dans la restauration du patrimoine architectural.

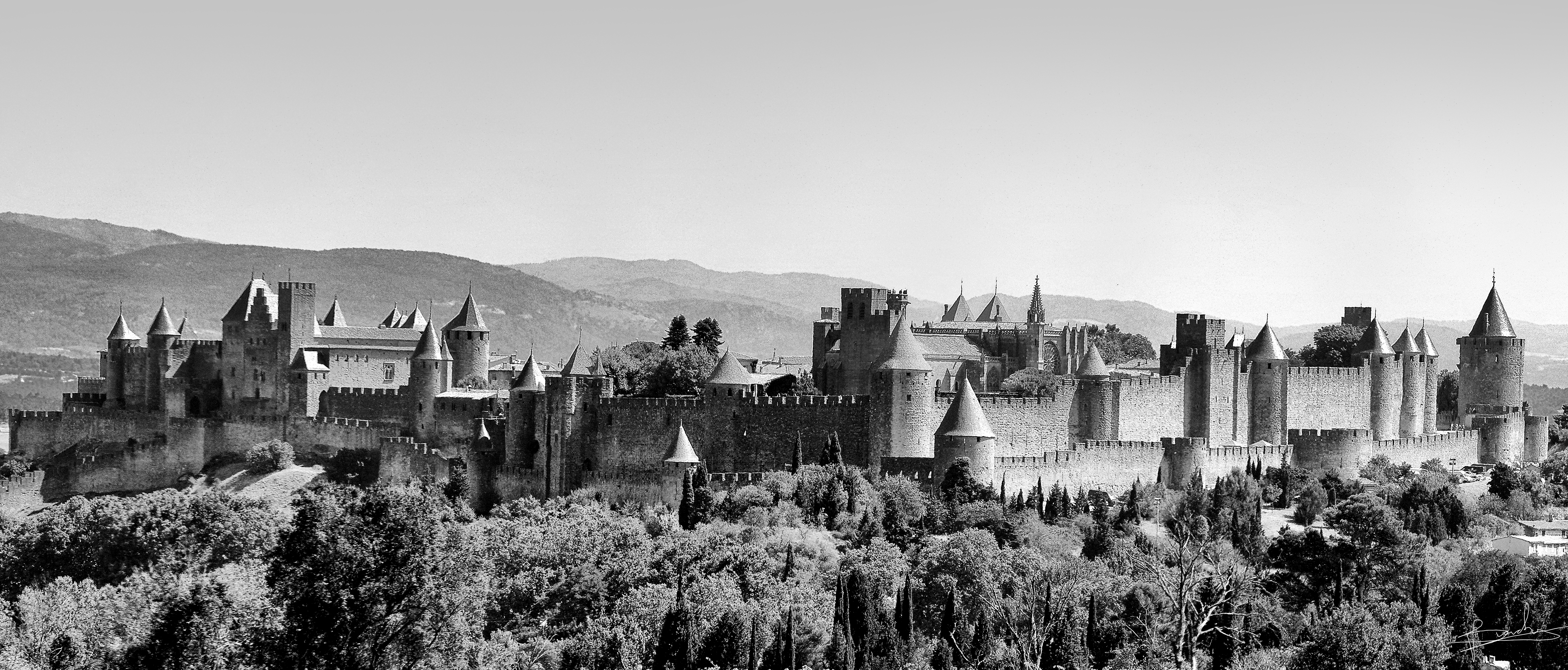
Panorama de la ville fortifiée de Carcassonne vu depuis l'aire d'autoroute

## L'architecture de la Cité
L'art militaire a fortement influencé l'architecture de la Cité de Carcassonne. Son système de défense est exceptionnel par sa dimension, sa complexité et la qualité de sa conservation. Avec ses cinquante-deux tours et ses trois kilomètres de doubles remparts crénelés, c'est la plus grosse forteresse d'Europe.

### Plan de la Cité

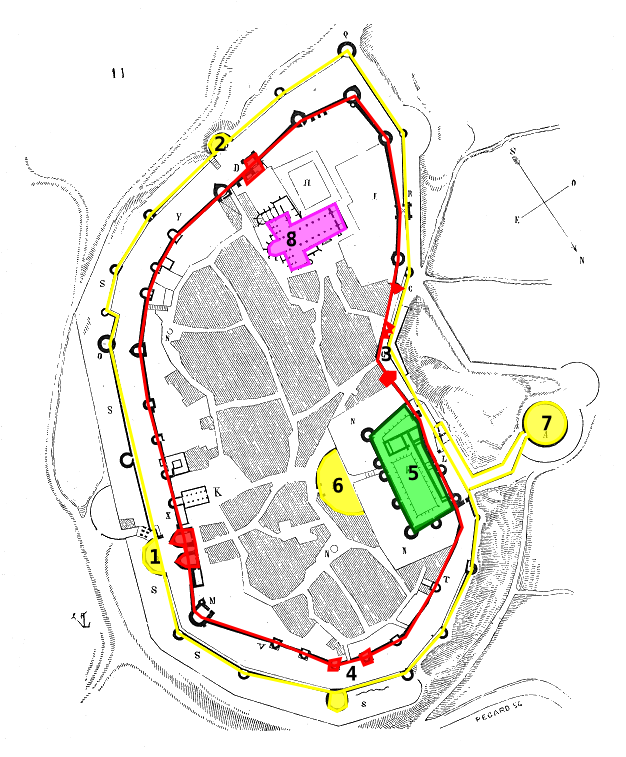
Plan de la Cité de Carcassonne avec un fond de plan réalisé par Eugène Viollet-le-Duc représentant la Cité au XIIIe siècle.

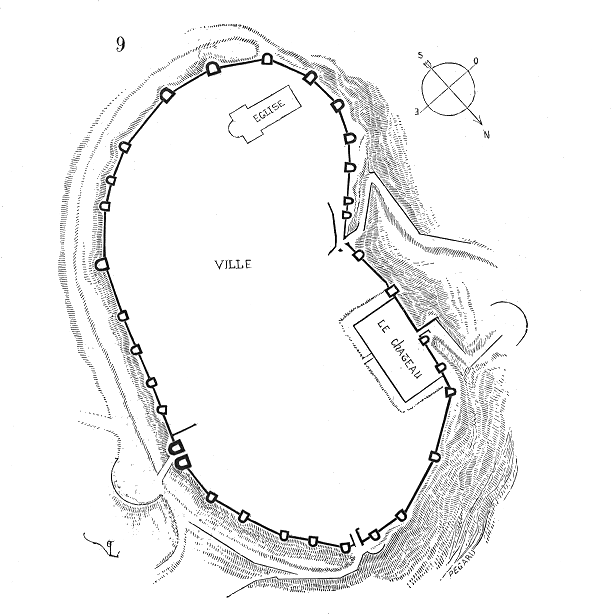
Emplacement de l'enceinte Wisigothe par Eugène Viollet-le-Duc.

Les parties remarquables de la Cité comprennent les deux enceintes et plusieurs bâtiments. Le plan ci-contre permet de localiser ces bâtiments décrits dans les sections suivantes. L'enceinte intérieure et les portes figurent en rouge tandis que l'enceinte extérieure et les barbacanes sont représentées en jaune :
- 1 - Porte Narbonnaise et barbacane Saint-Louis ;
- 2 - Porte et barbacane Saint-Nazaire ;
- 3 - Porte d'Aude ;
- 4 - Porte du Bourg et barbacane Notre-Dame ;
- 5 - Château comtal entouré d'un fossé et construit le long de l'enceinte intérieure ;
- 6 - Barbacane de l'est protégeant l'entrée du château ;
- 7 - Barbacane de l'Aude, aujourd'hui détruite ;
- 8 - Église Saint-Nazaire.

### Les enceintes et les tours
Le matériau utilisé pour la construction des enceintes et des tours est la pierre dont est constitué le plateau sur lequel est édifiée la Cité. Il s'agit de grès ou molasse de Carcassonne qui a été extraite du plateau même ou des collines environnantes. Deux enceintes, entourant la Cité, sont séparées par un espace plat : les lices. Ce système comportait, à l'époque de sa mise en œuvre (avant la généralisation de l'artillerie), de nombreux avantages défensifs. Il permettait d'attaquer les assaillants selon deux lignes de tir ; l'enceinte extérieure, si elle était franchie, ralentissait les assaillants et les divisait ; les assaillants une fois parvenus dans les lices étaient particulièrement vulnérables dans cet espace dépourvu d'abri. De plus, la lice permettait aux cavaliers de combattre facilement. On distingue les lices basses, situées au nord et allant de la porte Narbonnaise à la porte de l'Aude où se trouvent les enceintes les plus anciennes datant des Wisigoths et les lices hautes, situées au sud, où se trouvent les murailles les plus récentes construites sous Philippe III le Hardi.

#### Les constructions gallo-romaines

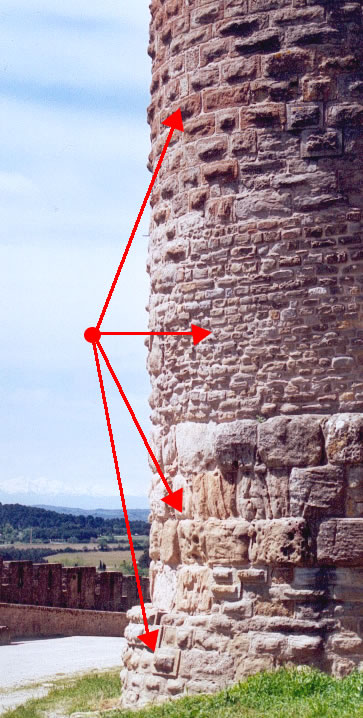
Différentes époques sur une tour.

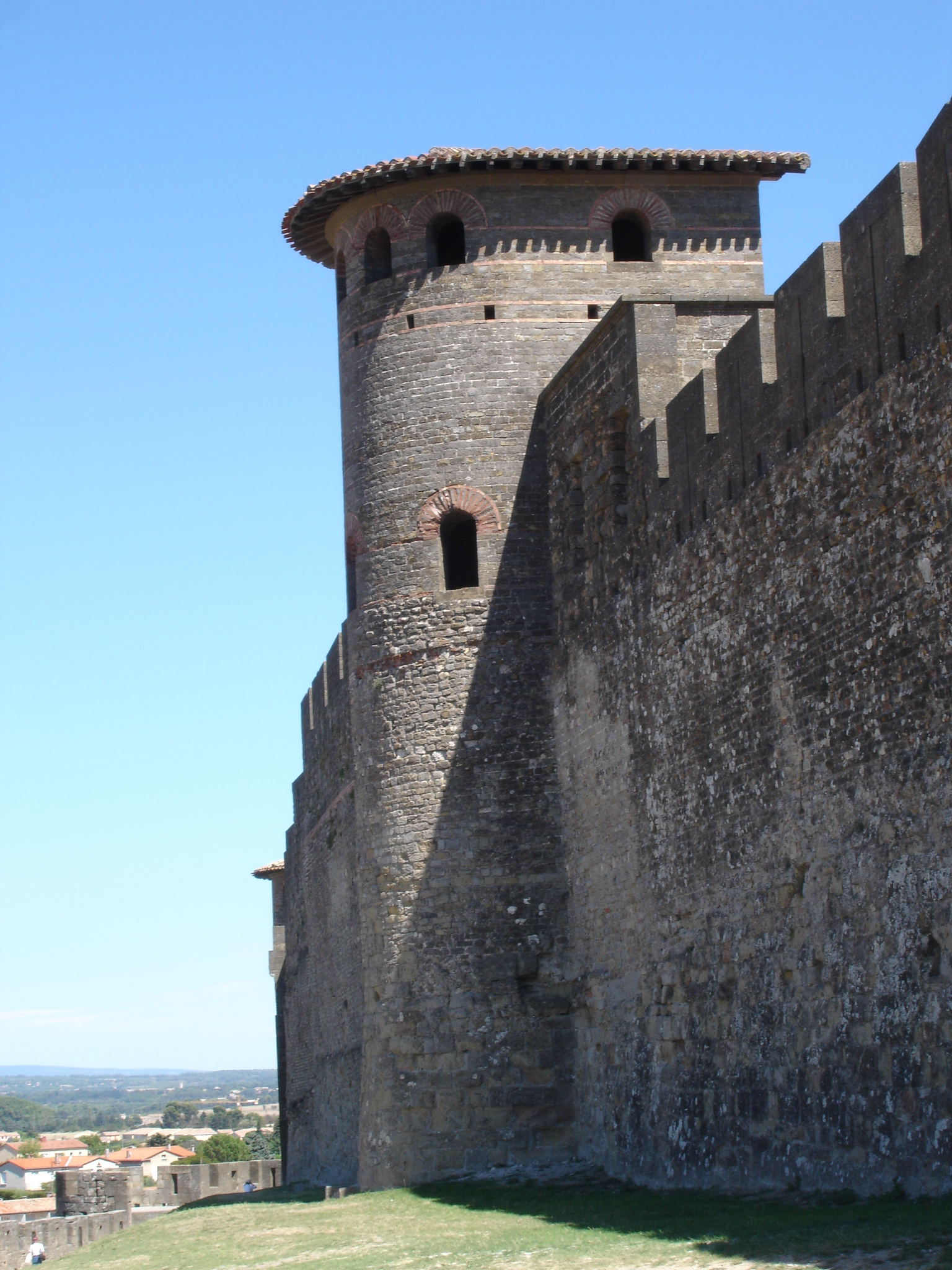
Les tours gallo-romaines en forme caractéristique de fer à cheval.

La première enceinte, construite sur un éperon rocheux, date de l'époque gallo-romaine ; elle permettait de dominer la vallée et le cours de l'Aude. Les soubassements de cette enceinte originelle sont encore visibles depuis la lice. Elle est construite à l'aide de grosses pierres et d'un mortier très dur. Le mur de cette enceinte était épais de deux à trois mètres. Cette enceinte avait un périmètre de 1 070 mètres et protégeait une ville de sept hectares. Elle est constituée de moellons réguliers et de rangées de briques. Ces briques assuraient la stabilité de la construction grâce à leur flexibilité et rattrapaient les éventuels affaissements.
Il existe encore dix-sept tours d'origine gallo-romaine plus ou moins remaniées sur les trente tours que comportait initialement cette enceinte. Une seule tour était de plan rectangulaire, la tour Pinte. Les autres tours reconnaissables dans les remparts ouest de la Cité grâce à leur forme en fer à cheval à l'extérieur et plate à l'intérieur. La partie inférieure des tours, dont le diamètre est compris entre 4,50 et 7 mètres, est constituée de maçonnerie pleine qui donnait une assise particulièrement solide. Les niveaux supérieurs comportent de larges ouvertures cintrées qui donnaient une grande efficacité aux armes de jet des défenseurs. Un système de fenêtre basculante assurait la défense et la protection de ces larges ouvertures. Les tours étaient recouvertes de tuiles plates à double rebord. La hauteur des tours était comprise entre 11,65 et 13,70 m.

#### Les ouvrages de l'époque médiévale

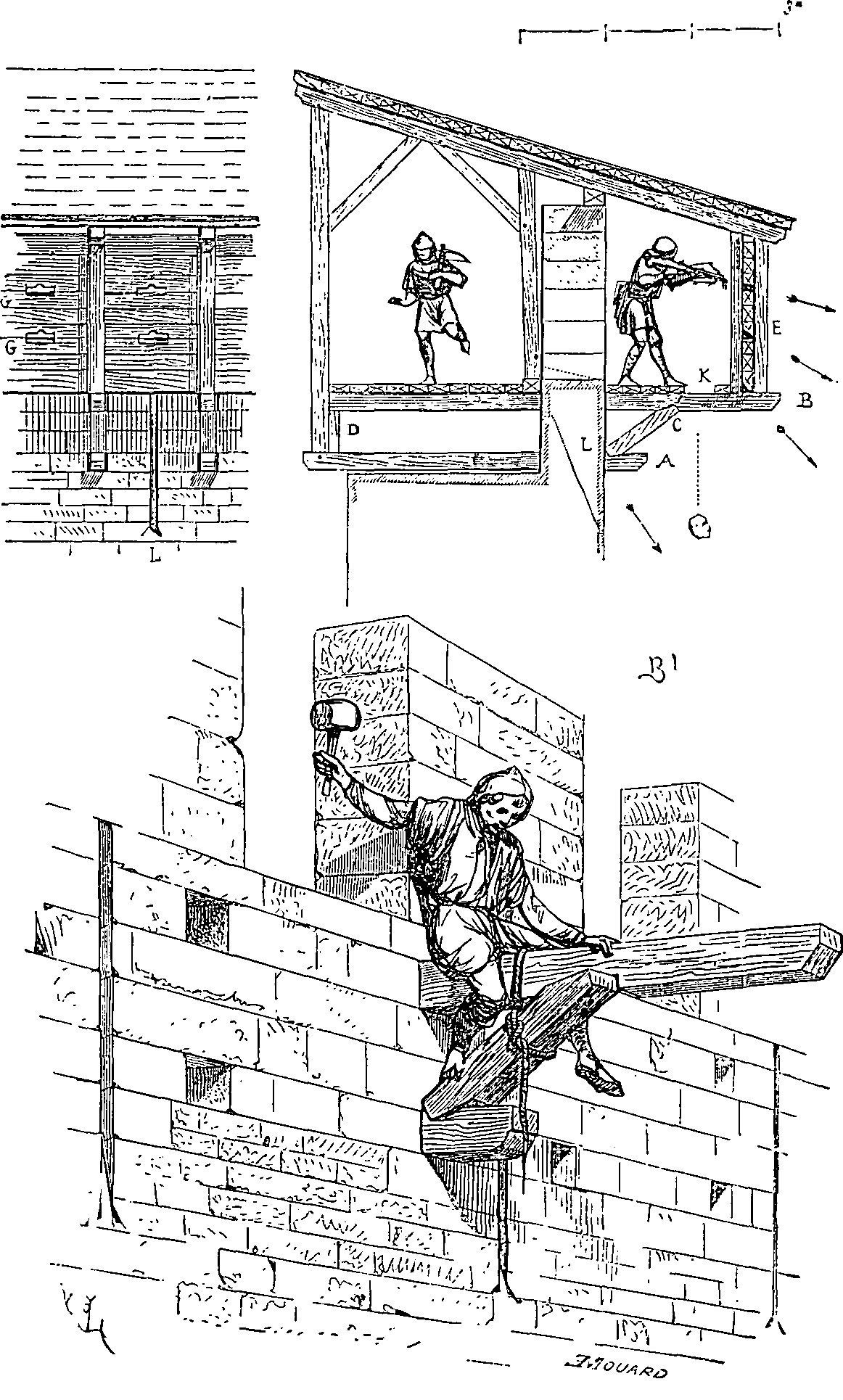
Système des hourds sur un croquis d'Eugène Viollet-le-Duc.

Durant le XIIIe siècle, les rois de France ordonnèrent la construction d'une seconde enceinte extérieure autour de la Cité. Les tours sont rondes, souvent basses et dépourvues de toiture pour n'offrir aucun abri à des assaillants qui les auraient conquises contre les tirs venus de l'enceinte intérieure. L'enceinte est entourée d'un fossé sec sauf aux endroits ou le dénivelé ne rend pas cette défense nécessaire. L'espace entre les deux enceintes est aménagé en lices qui sont utilisées en temps de paix pour les manifestations en tous genres. Les murailles atteignent une hauteur de 10 à 12 mètres.
L'enceinte intérieure est modernisée sous Philippe III Le Hardi et Philippe IV Le Bel. L'entrée Narbonnaise, la Porte de Saint-Nazaire et la tour du Trésau sont construites. Ces édifices sont caractérisés par la hauteur impressionnante de leurs murs et l'emploi de pierres à bossage. La construction de l'enceinte est plus complexe et repose sur des fondations plus profondes que l'enceinte gallo-romaine, car elle atteint la roche du plateau. La réalisation de l'enceinte extérieure et des lices a nécessité de décaisser le terrain naturellement pentu. Une partie des soubassements extérieurs de l'enceinte gallo-romaine ont été mis à nu par ce terrassement et a dû faire l'objet d'une consolidation.
Le chemin de ronde permettait de faire tout le tour de la Cité en traversant les tours. Au Moyen Âge, la courtine est élargie grâce à un système de charpente en bois suspendu créant un abri au-dessus du vide. Ce système placé à cheval sur le rempart du nom de hourd permettait aux arbalétriers de tirer avec précision au milieu des lices. Des échauguettes sont construites sur la saillie de certaines murailles comme l'échauguette de la Vade.

Les tours médiévales diffèrent des tours romaines tout en gardant leur forme extérieure caractéristique avec une façade extérieure bombée et une façade intérieure plate. Les échelles de bois sont remplacées par des escaliers intérieurs en pierre. La base des tours est fruitée, c'est-à-dire renflée afin que les projectiles ricochent sur la tour et se retournent contre les assaillants situés au pied de la muraille.

Panorama des murailles de la cité de Carcassonne.
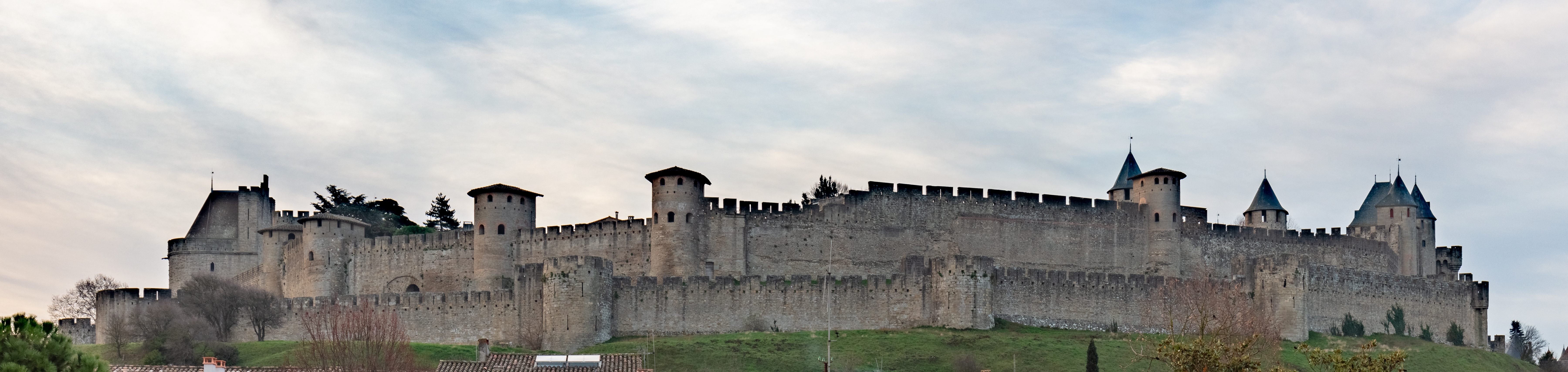

#### Les portes
L'enceinte est percée de quatre portes principales donnant accès à l'intérieur de la Cité. Les portes sont réparties aux quatre points cardinaux.

##### La porte Narbonnaise

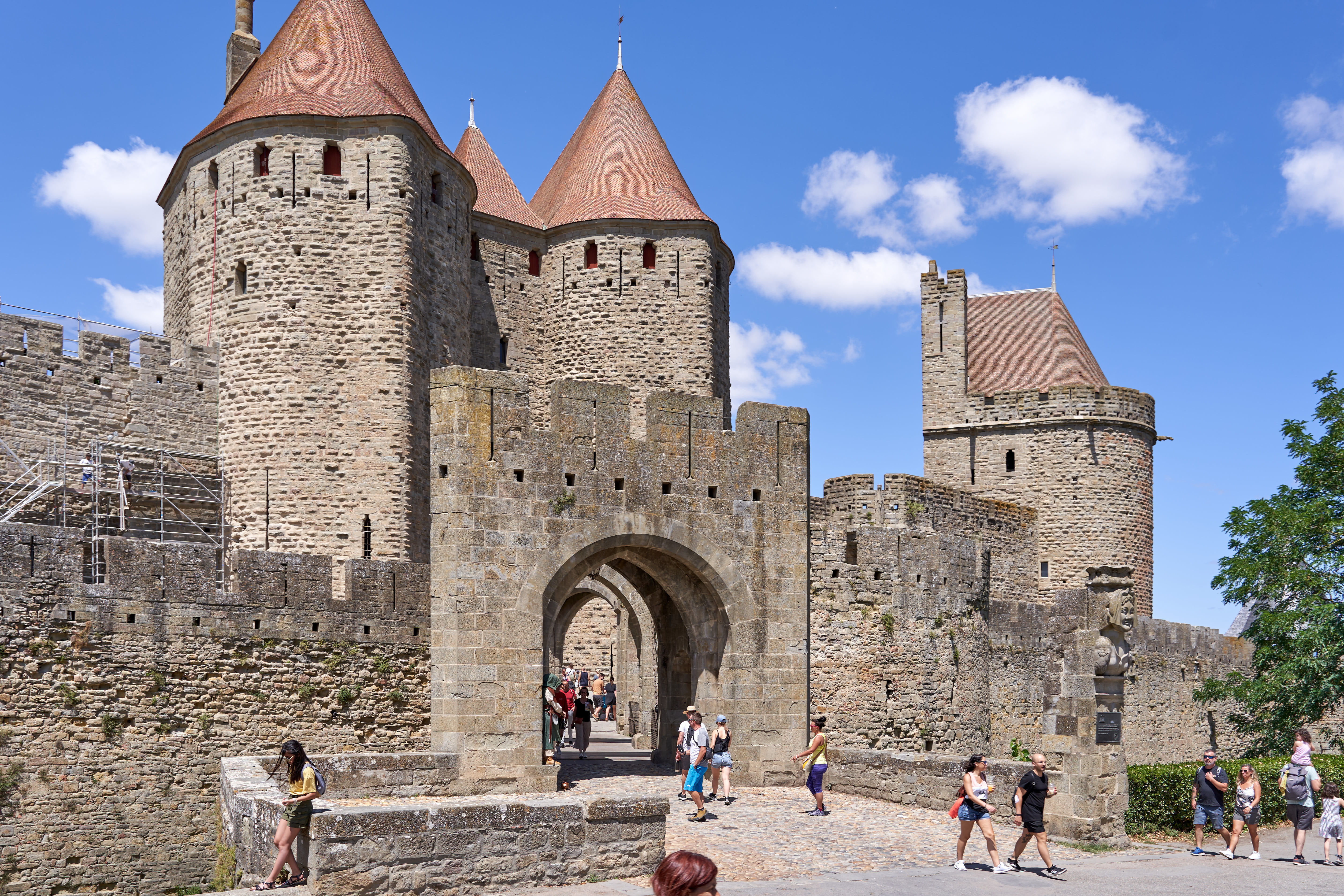
La porte narbonnaise construite sous le règne de Philippe le Hardi.

La porte Narbonnaise, située à l'est, est construite vers 1280 durant le règne de Philippe III le Hardi. Elle doit son nom à son orientation vers Narbonne et succède au château narbonnais, un château aujourd'hui disparu qui contrôlait la principale entrée de la ville. Le château Narbonnais était tenu aux XIe et XIIe siècles des Trencavel par la famille de Termes.
Au XIXe siècle Viollet-le-Duc reconstitue le crénelage et le toit en ardoise de 1859 à 1860 et la dote d'un pseudo pont-levis qui n'existait pas à l'origine. Elle est constituée de deux tours imposantes renforcées par des becs destinés à détourner les tirs des assaillants. La porte est protégée par une double herse renforcée par un assommoir et des meurtrières. Ces tours possèdent trois étages sur rez-de-chaussée. Le rez-de-chaussée et le premier étage sont voûtés alors que les étages supérieurs comportent un simple plancher. La tour nord possède un caveau pour les provisions tandis que la tour sud contient une citerne d'eau, permettant de faire face aux besoins des défenseurs de la tour pendant un siège de longue durée.
Au-dessus de cet ensemble se trouve une niche à couronnement tréflé dans laquelle est placée une statue de la Vierge. Cette porte est protégée par la barbacane Saint-Louis qui se trouve face à elle. Une échauguette située à droite de la porte permettait un tir direct sur les assaillants si ceux-ci parvenaient à prendre la barbacane.

##### La porte Saint-Nazaire
Au sud, la porte Saint-Nazaire est aménagée dans la tour du même nom, l'une des deux tours carrés de la Cité. C'est un dispositif de défense complexe ; l'ouvrage était très abîmé et Viollet-le-Duc le reconstitua entre 1864 et 1866.
La tour protège la cathédrale Saint-Nazaire située juste derrière à 25 mètres dans la Cité. Elle est équipée de quatre échauguettes ; le passage donnant accès à la lice et à la Cité comporte un coude de 90 degrés, interdisant le passage d'engins trop volumineux, mais permettant néanmoins les tirs croisés. Chaque entrée de ce passage est protégée par des systèmes de défense : mâchicoulis, herses et vantaux.
La tour possède deux étages bien aménagés pour le stationnement de la garnison avec une cheminée et des corps de placard. La plate-forme couronnant la tour permettait de recevoir un engin de guerre à longue portée.

##### La porte d’Aude

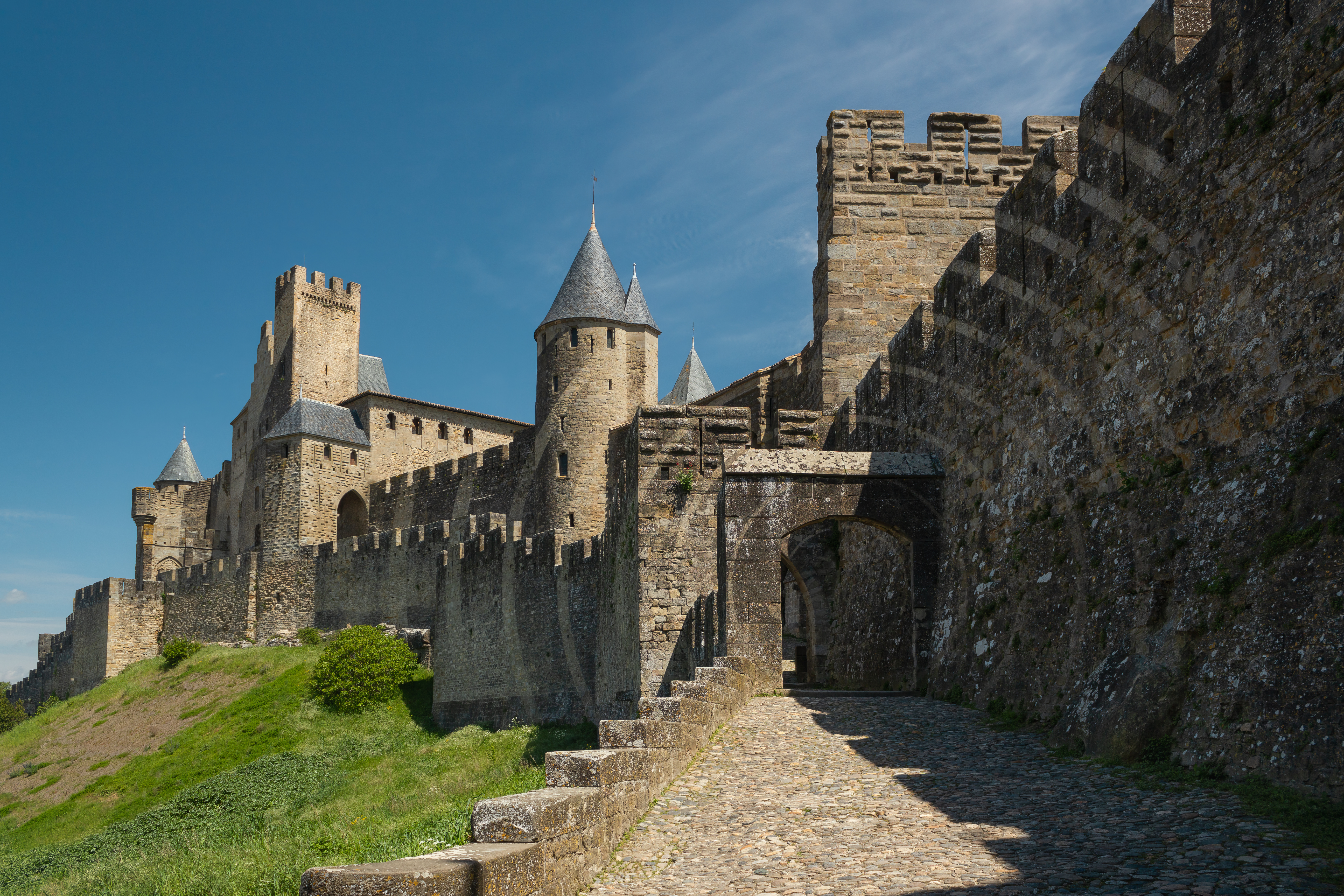
La porte de l'Aude.

À l'ouest, la porte d'Aude fait face au fleuve du même nom. Elle est située près du château comtal. Cette porte se prolonge par la barbacane de l'Aude détruite en partie en 1816 pour construire l'église Saint-Gimer. Seule la rampe entourée de murs crénelés subsiste. Le système défensif de cette porte était complexe. De hautes arcades cachent de fausses portes ne menant nulle part : ce dispositif était destiné à tromper l'ennemi. De plus, de nombreux couloirs en lacet possèdent différents paliers créant une souricière dans laquelle les assaillants se trouvaient bloqués et pouvaient être attaqués de toutes parts. La porte de l'Aude combine des systèmes de défense passive et active d’une grande sophistication.
La rampe, qui partait de la barbacane disparue, donne accès à cette porte. Elle monte la pente raide de l'ouest en faisant des lacets et traverse une première porte puis une seconde porte. L'avant-porte défend cet accès, situé entre l'enceinte intérieure et extérieure. L'enceinte intérieure est à cet endroit surélevée et épaulée d'un triple contrefort construit au XIIIe siècle. La porte proprement dite est d'origine wisigothe avec son plein cintre alterné de briques. Au-dessus de l'entrée, se trouvent une baie et une bretèche massives qui ne sont pas d'origine féodale, mais ont été ajoutées par Viollet-le-Duc lors de sa restauration. Cette porte, à l'aspect typiquement médiéval, a servi de décor pour de nombreux tournages de films comme Les Visiteurs, Robin des Bois, prince des voleurs ou Le Corniaud.

##### La porte du Bourg ou de Rodez
Au nord, la porte du Bourg ou de Rodez donnait sur l'ancien bourg Saint-Vincent. Elle est directement creusée dans l'enceinte et était défendue par la barbacane Notre-Dame et la tour Mourétis.
La porte, assez modeste, est percée dans les remparts entre deux tours. Elle possède très peu de défenses. À l'époque des Wisigoths, la porte était protégée par une sorte d'avant-corps dont une muraille se prolongeait vers le bourg Saint-Vincent. Cet édifice a été remplacé par la suite par une barbacane sur l'enceinte extérieure, la barbacane Notre-Dame.

### Le château comtal

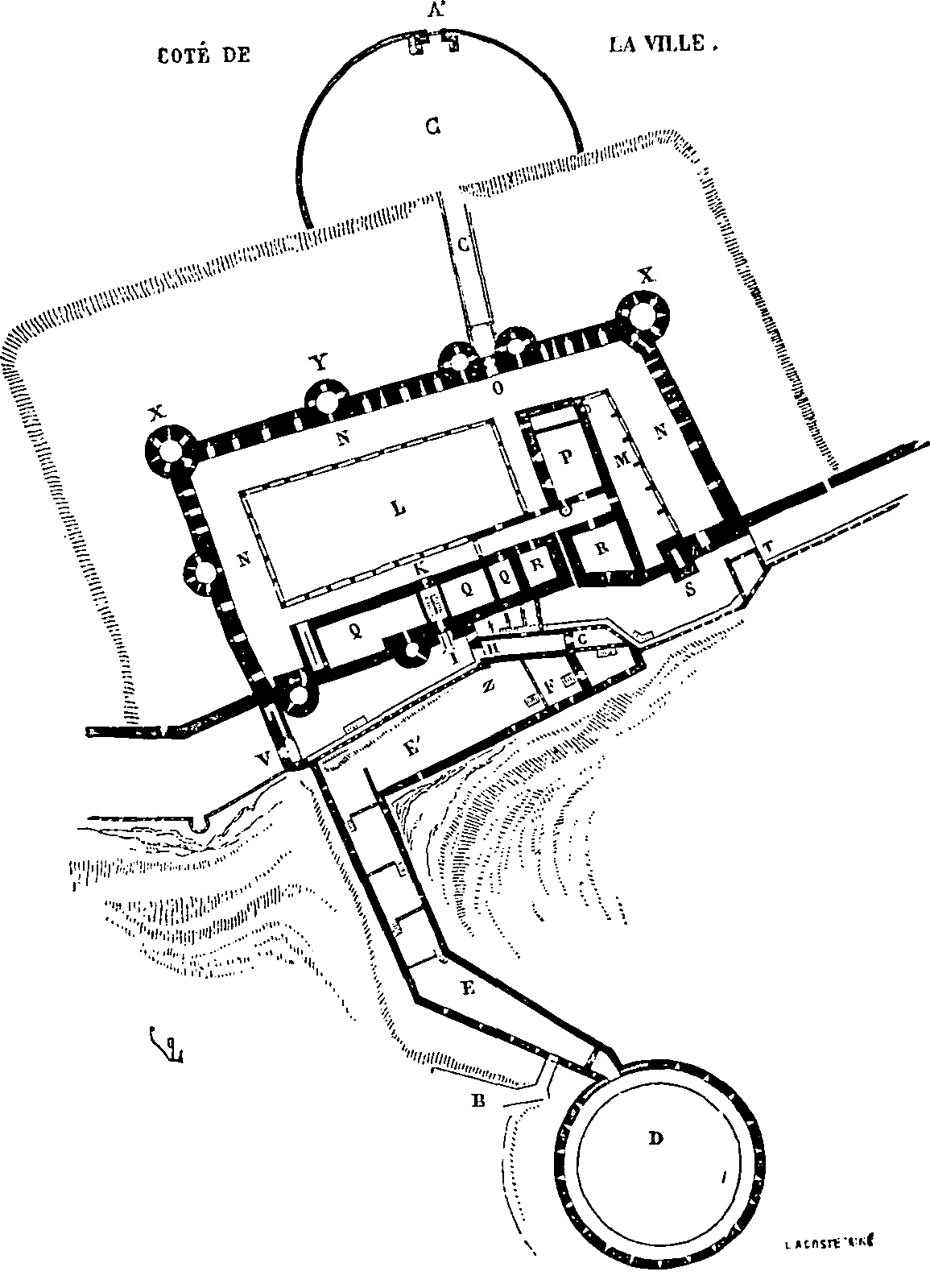
Croquis du château comtal à l'époque d'Eugène Viollet-le-Duc.

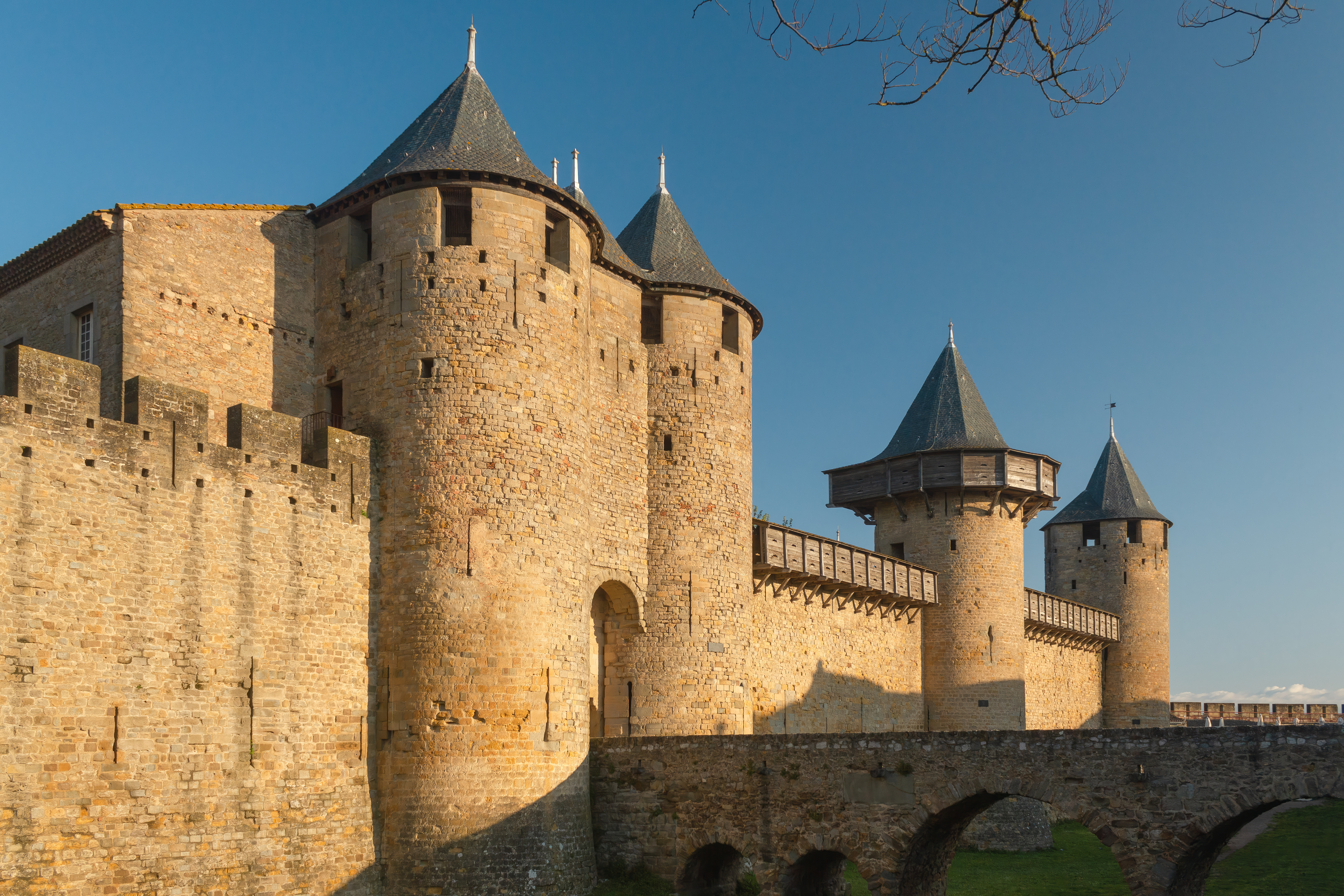
Entrée du château comtal.

Le château des comtes de Trencavel, se niche dans l'enceinte de l'ancienne Cité, adossé à la courtine intérieure ouest à l'endroit où la pente est la plus raide. Il possède un plan en forme de parallélogramme allongé du nord au sud et est percé de deux issues à l'ouest du côté de la porte de l'Aude et à l'est du côté intérieur de la Cité. Il a été construit en deux temps.
Sa construction est lancée par Bernard Aton IV Trencavel durant l'époque romane aux alentours de 1130 pour remplacer un château primitif probablement situé à l'emplacement de la porte Narbonnaise. Le château est constitué de deux corps de bâtiment en « L » dominés par une tour de guet, la tour Pinte. Au nord se trouve une chapelle castrale dédiée à la Vierge Marie dont il ne reste aujourd'hui que l'abside. Seule une palissade séparait le château du reste de la Cité.
Tombé dans le domaine royal, le château, entre 1228 et 1239, est complètement remanié devenant une forteresse à l'intérieur de la Cité. Une barbacane comportant un chemin de ronde et un parapet crénelé barre l'entrée du château juste avant le fossé qui l'entoure complètement jusqu'à l'enceinte intérieure. La porte d'entrée du château encadrée par deux tours est constituée d'un mâchicoulis, d'une herse et de vantaux. Le pont d'entrée est composé d'une partie en pont dormant, suivi d'une partie comportant un pont basculant et un pont-levis actionné par des contrepoids près de la herse de la porte d'entrée. Les murailles remplacent la palissade originelle et entourent complètement les bâtiments. Un système de hourds reposait sur l'enceinte telle que l'a reconstitué Viollet-le-Duc.
Le château et son enceinte comportent neuf tours dont deux sont d'époque wisigothe : la tour de la chapelle et la tour Pinte. La tour Pinte est une tour de guet carrée, la plus haute de la Cité. Toutes les autres tours ont des dispositions intérieures et extérieures identiques, car construites en même temps aux XIIe siècle. Ces tours sont constituées de trois étages et d'un rez-de-chaussée. Le rez-de-chaussée et le premier étage comportent un plafond voûté tandis que les étages supérieurs sont dotés de simples planchers. La communication entre les étages se fait par le biais des trous servant de porte-voix dans les voûtes et les planchers. Des hourds reconstitués par Viollet-le-Duc ornaient vraisemblablement l'enceinte et les tours comme le montre la reconstitution actuelle.
L'accès du château mène à une cour d'honneur rectangulaire entourée de bâtiments remaniés de nombreuses fois entre les XIIe et XVIIIe siècles. Les murs nord et est de la cour sont flanqués de simples portiques tandis qu'au sud et à l'est se trouvent deux bâtiments. Celui du sud contient les cuisines et permet d'accéder à une seconde cour. Elle contenait un bâtiment aujourd'hui détruit, mais où sont encore visibles les emplacements des poutres du plancher du premier étage ainsi que plusieurs fenêtres. C'est aussi dans cette cour que se trouve la tour Pinte. Sous cette cour, le premier conservateur de la Cité, Pierre Embry, a mis au jour en 1926 une mosaïque de 40 m2 qui couvrait vraisemblablement le sol d'une maison nobiliaire romaine.

### La basilique Saint-Nazaire

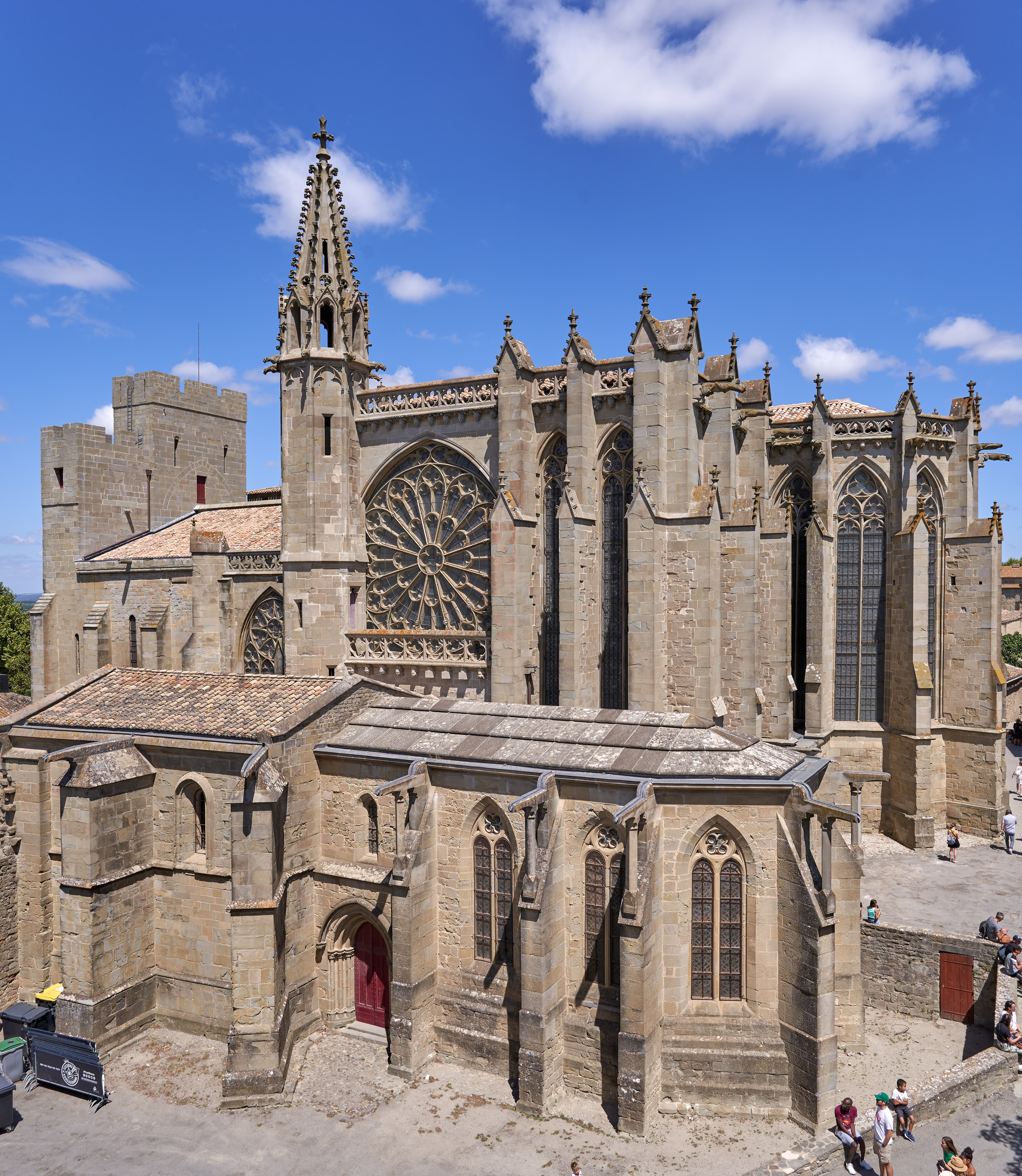
La basilique Saint-Nazaire.

La basilique Saint-Nazaire,, construite en grès (parement extérieur), est une église d'origine romane dont les parties les plus anciennes remontent au XIe siècle. Sur son emplacement s'élevait à l'origine une cathédrale carolingienne dont il ne subsiste, aujourd'hui, aucune trace.
À l'aube de l'apogée de l'art roman, c'est donc d'abord une simple église bénie et consacrée cathédrale par le pape Urbain II en 1096 sous l'impulsion des Trencavel, qui lancent le chantier d'un nouvel édifice plus vaste,. De cet édifice ne subsistent que les deux premiers piliers de la nef et la crypte, dont l'état dégradé donne à penser qu'il s'agissait d'un ouvrage antérieur. Elle épouse le plan de l'ancienne abside. Au XIIe siècle on édifie la nef actuelle, de six travées, qui fut laissée intacte lors des agrandissements de l'époque gothique, qui par contre se traduisirent par la destruction du chevet roman du XIe siècle. Le portail roman a quant à lui été entièrement refait au XIXe siècle lors des restaurations de Viollet-le-Duc.
La basilique est agrandie entre 1269 et 1330 dans le style gothique importé par les nouveaux maîtres de la région, avec un transept et un chœur très élancés, un décor de sculptures et un ensemble de vitraux qui comptent parmi les plus beaux du sud de la France. Un prélat bâtisseur, Pierre de Rochefort, finança la construction d'une grande partie des décors et l'achèvement des voûtes. Ses armoiries sont visibles dans le chœur, l'abside et le bras sud du transept, tandis que la chapelle du collatéral nord contient le monument commémoratif de la mort du contributeur. Un autre personnage, Pierre Rodier, évêque de Carcassonne, possède son blason dans la chapelle du collatéral sud.
Les rénovations d'Eugène Viollet-le-Duc ont largement transformé l'extérieur de la basilique, mais l'intérieur est le plus remarquable. Les deux styles, gothique et roman, se superposent sur les vitraux, les sculptures et tous les décors de l'église. Les façades comportent de nombreux vitraux des XIIIe et XIVe siècles : ceux-ci représentent des scènes de la vie du Christ et de ses apôtres.
Jusqu'au XVIIIe siècle, la cathédrale Saint-Nazaire demeure pourtant le principal centre religieux de Carcassonne. À la fin de l'Ancien Régime, le chapitre cathédral entretient même un petit corps de musique comptant un organiste, un maître de musique et au moins cinq enfants de chœur. En 1790, cependant, le chapitre est supprimé. Ce n'est qu'en 1801 que l'église est déchue de son rang de cathédrale de Carcassonne au profit de l'église Saint-Michel, située dans la bastide à l'extérieur de la Cité. Ce transfert se déroule alors que la Cité est désertée par ses habitants au profit de la ville basse. Le titre de basilique lui est octroyé en 1898 par le pape Léon XIII.
Une communauté de chanoines vivait à proximité de la cathédrale avec une salle capitulaire et le dortoir à l'est, le réfectoire et les cuisines au sud et les caves et écuries à l'ouest. Mais l'ensemble des bâtiments sont démolis en 1792. Un cloître s'élevait également au sud de l'édifice. Son emplacement est aujourd'hui occupé par un théâtre de plein air établi en 1908.

## La vie dans la Cité

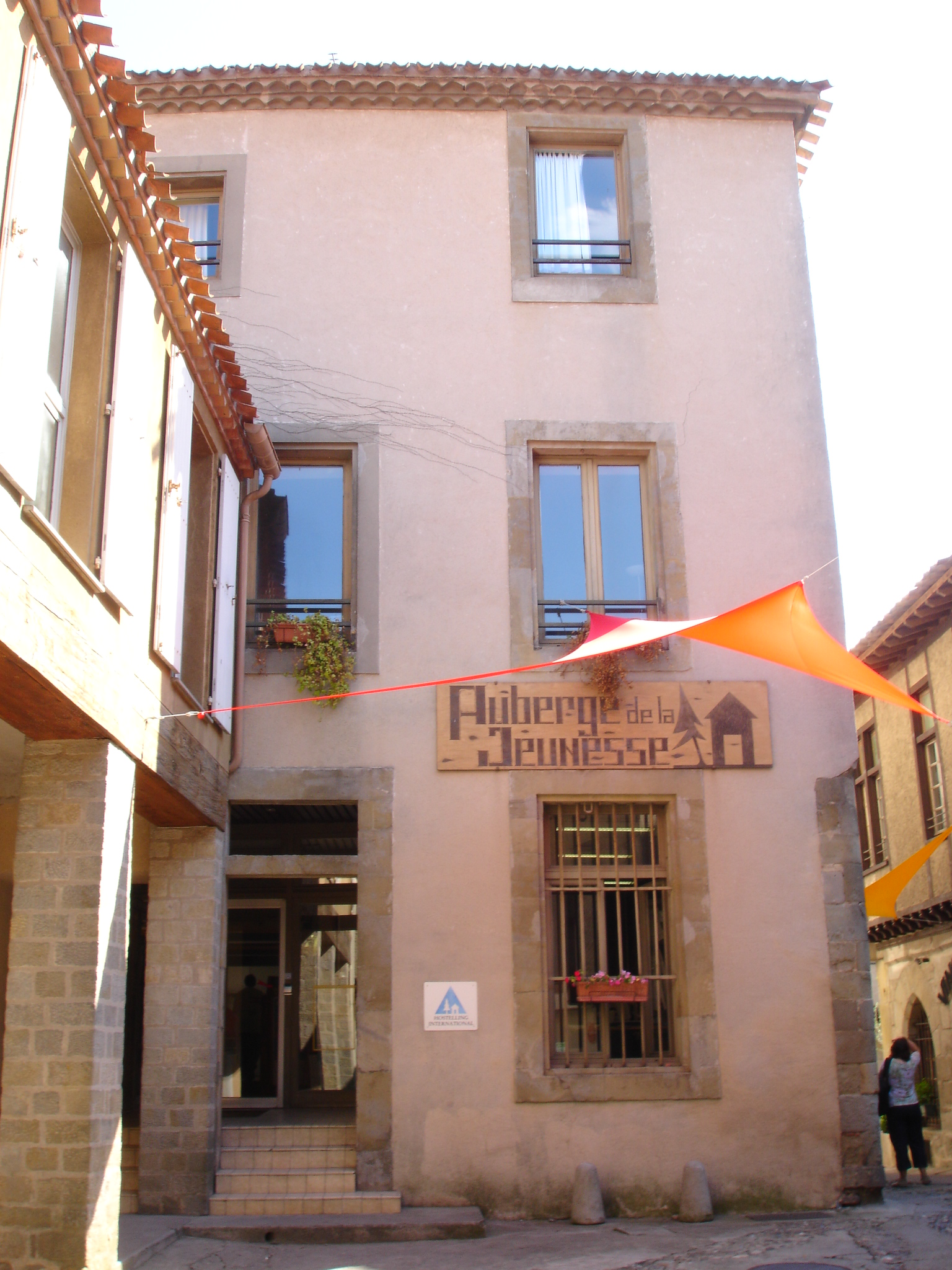
Auberge de jeunesse de la Cité de Carcassonne

La vie dans la Cité a été étudiée par de nombreux historiens. À l'époque féodale, la famille Trencavel est riche grâce à ses terres et divers droits et la vie des seigneurs et de l'entourage de la cour est assez faste. Le château comtal est élégamment décoré et le lieu attire de nombreux troubadours. La vie de la Cité est rythmée par les foires et les marchés. C'est en 1158 que Roger de Béziers autorise deux foires annuelles durant lesquelles la protection des marchands et des clients est assurée par le vicomte. Une monnaie locale prouve la vitalité et la richesse de la Cité. Le commerce y est important et fait vivre de nombreuses personnes. La nourriture est abondante et variée : porc salé, pain de froment, brochet, choux, navet, fèves, etc.
À l'époque royale, la Cité n'est plus aussi active. Les garnisons ont désormais un rôle prépondérant. Le roi met en place l'institution des sergents d'armes. Il s'agit de soldats qui ont pour mission de garder la Cité. Ils sont commandés par un connétable qui fixe les tours de garde et les surveillances diverses des sergents. Le nombre d'hommes initialement de 220 décline à 110 au XIVe siècle. Ces « sergenteries » deviennent héréditaires en 1336. Un texte de 1748 décrit avec précision le cérémonial de la mise en place des patrouilles et des gardes. Il décrit aussi les avantages et inconvénients de cette fonction. Les soldats étaient rémunérés par une solde perpétuelle qui conférait à la garnison le nom de "mortes-payes". La Cité était aussi bien pourvue en armes de défense et de guerre. Un inventaire de 1298 décrit des machines de jet comme des espringales, des balistes et des mangonneaux, du matériel de siège comme des poutres, des hourds démontés et tout ce qu'il faut pour faire du travail de sape, du matériel de transport comme des chars, du matériel de bâtiment avec de nombreuses pièces de rechange et du matériel d'alimentation notamment pour stocker de l'eau, important en période de siège. Elle servit ainsi de réserve pour alimenter les diverses batailles qui eurent lieu dans la région.
Lorsque la ville basse s'est développée au détriment de la ville haute, les conditions de vie dans la Cité changèrent énormément. Au XIXe siècle après l'abandon de la Cité par les militaires, la Cité enfermée dans sa double enceinte, devient un quartier abandonné où se concentre la misère. Seuls les tisserands pauvres vivent dans les lices dans des masures adossées aux murailles dans des conditions d'hygiène dignes du Moyen Âge. À la fin du XIXe siècle les occupants des maisons qui occupaient les lices sont progressivement expropriés et les lices restaurées dans leur état original. Viollet-le-Duc voit cette action comme une opération de nettoyage. La population chassée déménage alors en partie dans la ville basse et en partie à l'intérieur des murs de la Cité.
De nos jours, à l'intérieur de la Cité, la vie quotidienne n'est pas toujours facile. Les ruelles sont étroites, difficiles d'accès et les habitations sont vétustes, mais l'authenticité des lieux attire de nombreux visiteurs. La Cité possède plusieurs hôtels dont un hôtel de luxe, l'hôtel de la Cité, une auberge de jeunesse, et de nombreux restaurants et boutiques de souvenirs.
La cité de Carcassonne compte aujourd'hui (au recensement de 2020) une cinquantaine d'habitants permanents .

## La légende de Dame Carcas

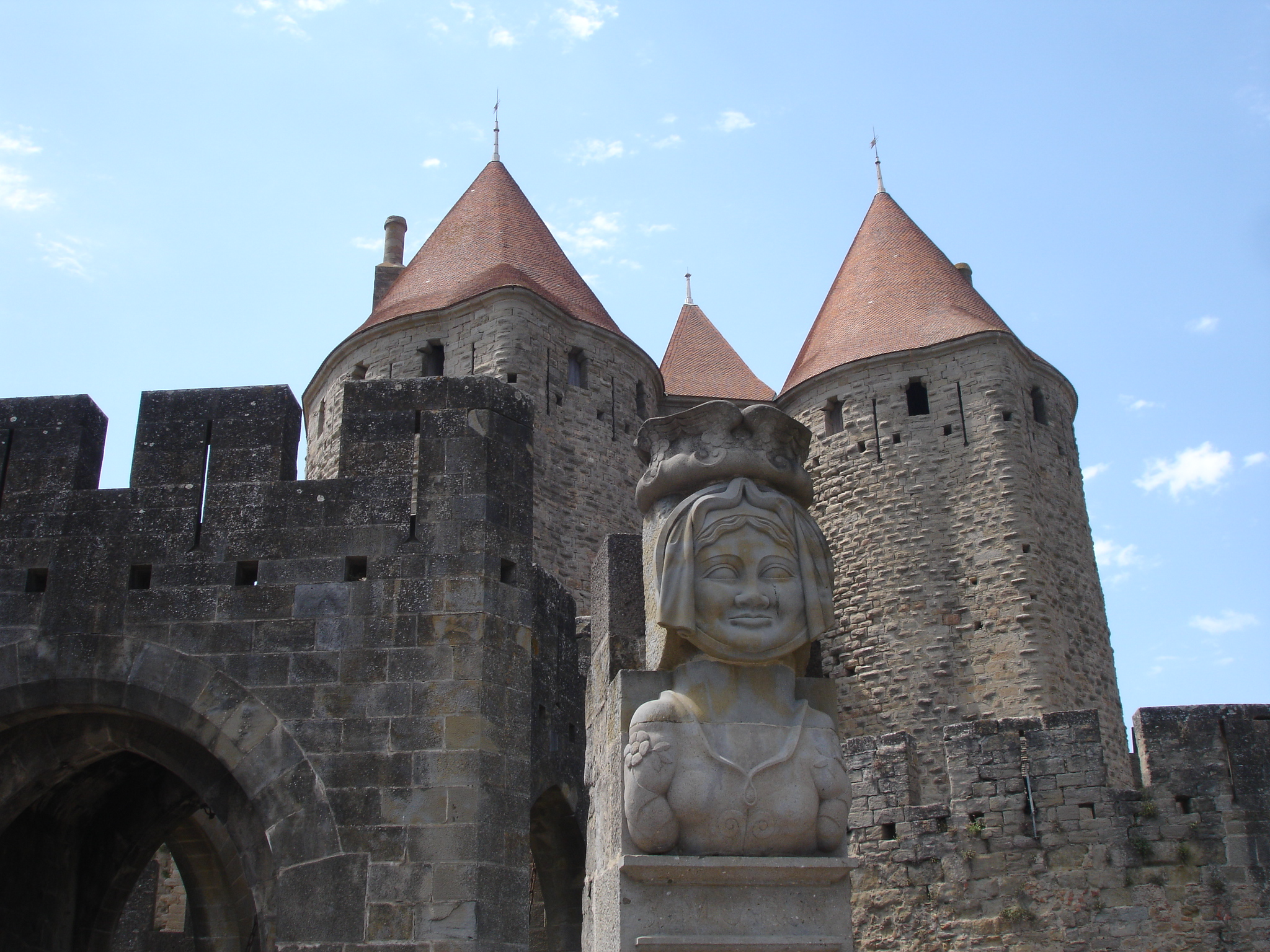
Buste de la Dame Carcas devant la porte narbonnaise

Dame Carcas est un personnage légendaire de la ville de Carcassonne. Elle est, selon la légende, la femme de Ballak, prince musulman de Carcassonne, qui est tué au combat contre Charlemagne,. À la suite du décès de son mari, elle aurait pris en main la défense de la ville face à l'armée franque et l'aurait repoussée,. La Princesse Carcas aurait d'abord utilisé une ruse consistant en la réalisation de faux soldats qu'elle fit fabriquer et placer dans chaque tour de la Cité. Le siège dura 5 ans.
La légende raconte qu'elle fait preuve de courage et d’une grande sagesse qui la conduit à se convertir au christianisme.
Au début de la sixième année, la nourriture et l'eau se faisaient de plus en plus rares. Dame Carcas voulut faire l'inventaire de toutes les réserves qu'il restait. La ville étant sarrasine, une grande part de la population étant musulmane ne consommaient pas de porc. Les villageois lui amenèrent ainsi un porc et un sac de blé. Elle eut alors l'idée de nourrir le porc avec le sac de blé puis de le précipiter depuis la plus haute tour de la Cité au pied des remparts extérieurs.
Charlemagne et ses hommes, croyant que la Cité débordait encore de soldats et de vivres au point de gaspiller un porc nourri au blé, leva le siège. Voyant l'armée de Charlemagne quitter la plaine devant la Cité, Dame Carcas remplie de joie par la victoire de son stratagème décida de faire sonner toutes les cloches de la ville. Un des hommes de Charlemagne s'écria alors : « Carcas sonne ! », créant ainsi le nom de la ville.
L’histoire de Dame Carcas est une légende et, comme dans toute légende, il existe une petite part de réalité. Carcassonne a bien été aux mains des Sarrasins entre 725 et 759. En 759, la Septimanie entière était sous contrôle. Elle a été reconquise par le père de Charlemagne, Pépin Le Bref, et non pas par Charlemagne lui-même (qui avait à ce moment-là seulement 17 ans). Par ailleurs, aucun document carolingien ne fait mention de Dame Carcas. Il faut attendre les chansons de gestes médiévales pour que son histoire soit  rapportée, plus de huit siècles après la conquête de Carcassonne par Pépin Le Bref.

## Un haut-lieu touristique

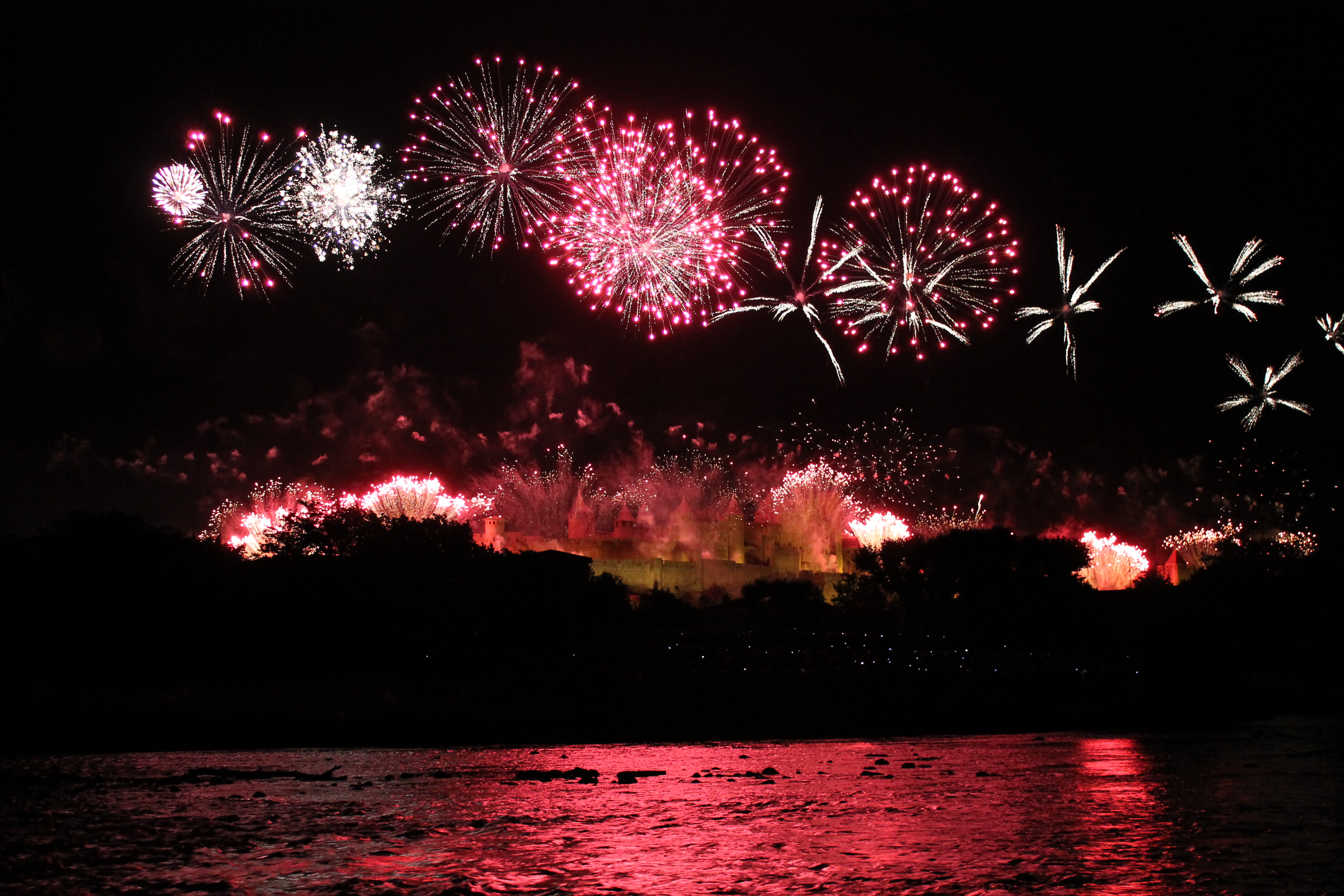
Embrasement de la Cité de Carcassonne pour le 14 juillet

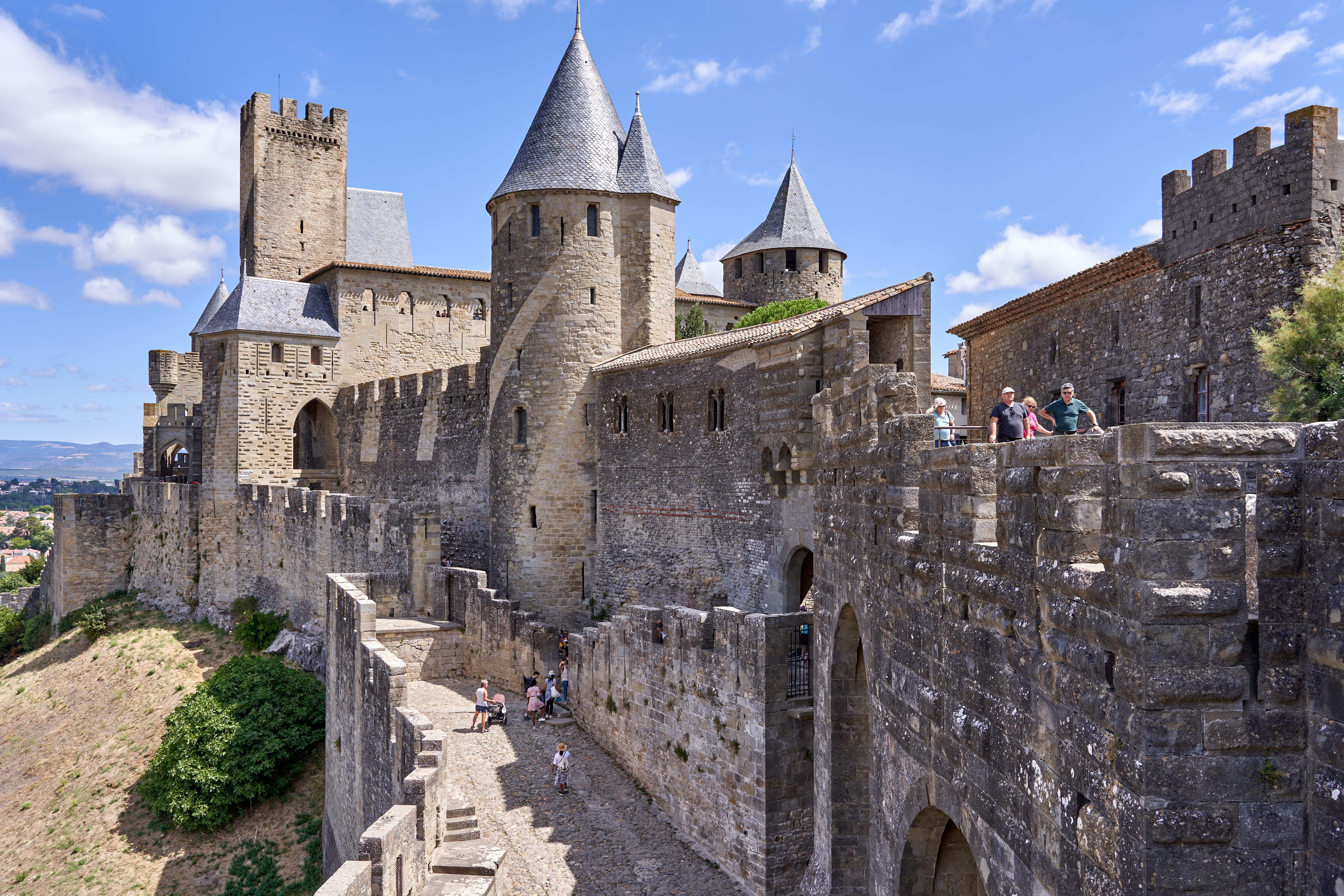
Remparts de la Cité de Carcassonne

Dès le XIXe siècle, la Cité de Carcassonne attire de nombreux érudits. Ainsi, en 1905, 8 366 étrangers viennent visiter la Cité entre juillet et octobre. En 1913, 50 000 touristes sont recensés. La Cité de Carcassonne devient au fil des années un lieu touristique très fréquenté. Des boutiques et des commerces s'installent dans la Cité et de nombreuses cartes postales sont éditées.
Cet afflux touristique est un atout économique certain pour la ville de Carcassonne. Mais, cette fréquentation, dont le pic est estival, a également de nombreux impacts négatifs sur le paysage, les infrastructures, l'architecture et la vie de la commune. Pour améliorer l'accueil des touristes et pour préserver l'environnement et les infrastructures, la ville de Carcassonne et le ministère de l'Écologie et du Développement durable ont mis conjointement en place un programme d'actions appelé opération grand site. Cette opération vise à réhabiliter et à mettre en valeur la Cité et ses abords.
Aujourd'hui la communauté d'agglomération du Carcassonnais cherche à augmenter les revenus générés par les visiteurs de la Cité de Carcassonne. Le problème majeur est que le flux de touristes limite son séjour à la visite de la Cité où il passe une durée moyenne de quatre heures. La ville basse ne bénéficie que très peu de l'attrait de la Cité, car cette dernière est un but d'excursion et non un lieu de vacances. Les visiteurs privilégient les courts séjours de 1,5 jour essentiellement en hébergement hôtelier et fréquentent peu les résidences de tourisme et les campings locaux. Les visiteurs se répartissent entre vacanciers des stations balnéaires situées sur la côte, locaux pratiquant un tourisme de proximité et étrangers visitant la Cité dans le cadre d'un tour d'Europe. Cependant, la Cité reste sur le plan touristique un « produit d'appel » pour le reste de l'Aude, le Pays Cathare et le Carcassonnais. Depuis mars 2008, une adjointe au maire est chargée spécialement de la Cité et de l'opération grand site.
Chaque année, la ville organise diverses animations au sein de la Cité :
- Le festival de la Cité se déroule chaque été dans le théâtre Jean Deschamps au cœur de la Cité et permet de découvrir plusieurs pièces de théâtre, opéra ou concerts[144].
- L'embrasement de la Cité se déroule tous les ans le 14 juillet et constitue un feu d'artifice unique en son genre attirant chaque année près de 700 000 spectateurs[145].
- Le marathon de la Cité se déroule dans le cadre la Cité de Carcassonne et de ses alentours chaque début d'octobre[146].
- Les Médiévales sont un spectacle de reconstitution médiévale qui se tient au mois d'août et comporte des animations de rues et des tournois de chevaliers dans les lices.

Seule la fréquentation touristique du château comtal et des remparts est aujourd'hui décomptée de façon statistique puisqu'il s'agit des seules visites payantes,,,,
| 1997    | 1998    | 1999    | 2000    | 2001    | 2002    | 2003    | 2004    | 2005    |
| ------- | ------- | ------- | ------- | ------- | ------- | ------- | ------- | ------- |
| 230 839 | 269 280 | 289 726 | 334 233 | 330 069 | 362 362 | 300 684 | 340 802 | 322 881 |

| 2006    | 2007    | 2008    | 2009    | 2010    | 2011    | - | - | - |
| ------- | ------- | ------- | ------- | ------- | ------- | - | - | - |
| 380 281 | 461 033 | 473 184 | 479 019 | 473 815 | 507 279 | - | - | - |

Le classement de la Cité sur la liste du patrimoine mondial en 1997 a permis d'augmenter le nombre de visiteurs. Ainsi le nombre de visiteurs a été en nette augmentation entre 1990 et 2000. Le nombre de visiteurs espagnols a beaucoup augmenté jusqu'à représenter 34 % des visiteurs en haute saison 2006.
En 2011, 4 à 4,5 millions de visiteurs[Passage contradictoire] sont recensés dont 500 000 entrées au Château Comtal, ce qui fait de la Cité le quatrième ou cinquième monument du Centre des monuments nationaux le plus visité en France,.

## La Cité de Carcassonne et le cinéma
Plusieurs films de cinéma ont été tournés à Carcassonne, autour de la Cité, car elle offre un décor de cinéma du Moyen Âge presque parfait. Ainsi, y ont été tournés des films comme : Le Retour du Croisé de Louis Feuillade en 1908, La Merveilleuse Vie de Jeanne d'Arc de Marco de Gastyne en 1929, Le Miracle des Loups de Raymond Bernard en 1924, La Fiancée des Ténèbres de Serge de Poligny en 1944, Le Miracle des Loups de André Hunebelle en 1961, Le Corniaud de Gérard Oury en 1965, Un Lion en Hiver de Anthony Harvey en 1968, La Promise de Franc Roddam en 1985, Robin des Bois, prince des voleurs de Kevin Reynolds en 1991, Les Visiteurs de Jean-Marie Poiré en 1992, Le Destin de Youssef Chahine en 1997, Labyrinthe (mini-série) de Christopher Smith en 2011 d'après le roman de Kate Mosse.
À noter que, dans la suite des Visiteurs, Les Couloirs du temps : Les Visiteurs 2, qui n'a cette fois-ci pas été tournée à Carcassonne mais au château de Beynac, des plans montrent des « mélanges », faits par ordinateur, de morceaux du château de Beynac avec des parties du château comtal de Carcassonne.
Dans le même registre, les décors de la Cité auraient, selon la légende de la ville, inspiré Walt Disney qui y séjourna en 1957 pour son Château de la Belle au bois dormant.

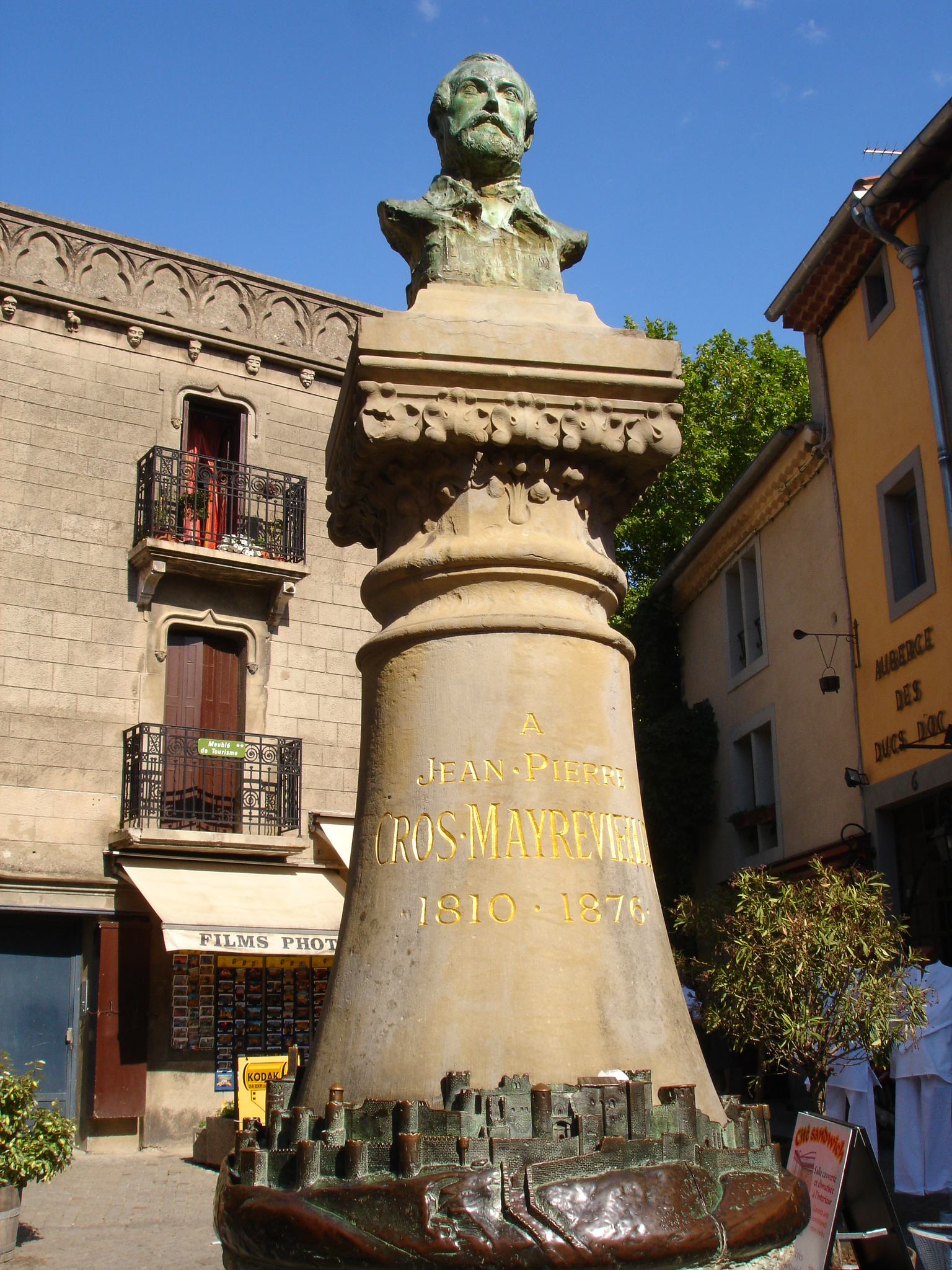
Buste de Jean-Pierre Cros-Mayrevieille, sauveur de la Cité

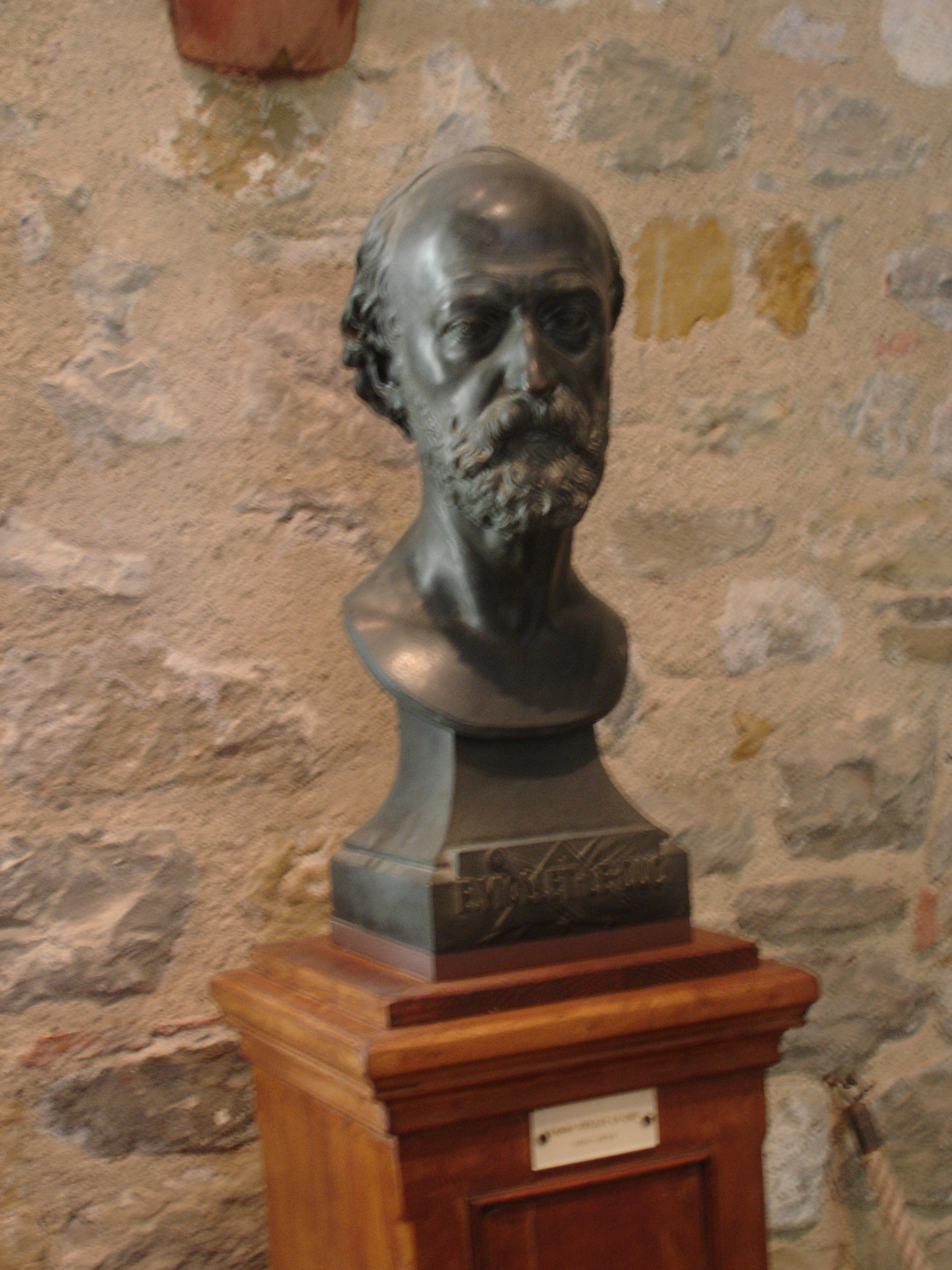
Buste d'Eugène Viollet-le-Duc

## Personnalités liées à la Cité
- Liste des comtes de Carcassonne
- Liste des vicomtes de Carcassonne
- Liste des évêques de Carcassonne
- Maison Trencavel
- Ermessende de Carcassonne (975-1058), comtesse et régente de Barcelone.
- Olivier de Termes dont la famille possédait en fief le château Narbonnais et qui mena le siège de 1240.
- Bernard Gui (1261-1331), dominicain, inquisiteur de l'hérésie à Carcassonne.
- Bernard Délicieux (v. 1260-après 1319), franciscain qui combattit l'Inquisition.
- Famille Dax de la bourgeoisie de Carcassonne au Moyen-Âge qui a donné plusieurs consuls à la Cité, notamment Rolland Dax et Arnaud Dax son fils[168], avant d'être anoblie en 1457 par lettres patentes du roi Charles VII[169].
- Jean Dax (seigneur d'Axat) (?-1495), viguier de Carcassonne en 1491, fils d'Arnaud Dax qui précède.
- Jean-Pierre Cros-Mayrevieille à l'origine du sauvetage de la Cité au XIXe siècle.
- Eugène Viollet-le-Duc, grand restaurateur de la Cité de Carcassonne.
- Joseph Poux (1873-1938), archiviste, historien de la Cité, écrit en 1923 l'ouvrage La Cité de Carcassonne : précis historique, archéologique et descriptif qui rassemble tout ce qu'il faut savoir sur la ville. Une stèle, dans le jardin avant l'entrée de la Cité, lui rend hommage.
- Kate Mosse, romancière britannique, auteure de best-sellers dont le cadre principal se déroule à la Cité.

## Administrateurs de la Cité
Nommés par le Centre des monuments nationaux, ils ont en charge la gestion des remparts et du château comtal. Cette fonction était précédemment exercée par l'architecte des bâtiments de France suivi du conservateur de la Caisse nationale des monuments historiques.
- De 1995 à 2002: Marie-Geneviève Colin, conservateur[170],
- De 2002 à 2011: Patricia Corbett[171]
- De 2011 à 2013: Jean Dedolin[172]
- De 2013 à 2014: Edward de Lumley [173]
- De 2014 à 2016: Jacqueline Maillé[174]
- De 2016 à 2017: BenoÎt-Henry Papounaud[175]
- De 2017 à 2018: Bernard Ribiollet[176]
- De 2018 à 2023: Christophe Varennes[177],[178]
- Depuis 2023: Franck Doucet[179]